# امپراتوری بریتانیا
امپراتوری استعماری بریتانیا (به انگلیسی: British colonial Empire) به مجموعه قلمروها، مستعمرات، متعلقات و مناطق تحت حکومت پادشاهی متحد بریتانیای کبیر؛ که بنیان آن از سده‌های ۱۶ و ۱۷ میلادی آغاز شد و تا پایان قرن بیستم ادامه داشت، گفته می‌شود. مساحت نواحی تحت حکومت امپراتوری بریتانیا در سال ۱۹۲۲ به بیش از ۳۳ میلیون کیلومتر مربع و جمعیت امپراتوری به بیش از ۴۵۰ میلیون نفر رسید و بدین ترتیب، امپراتوری بریتانیا بر بیش از یک‌چهارم از خشکی‌های کره زمین و یک‌چهارم جمعیت جهان در آن دوران، تسلط یافت. سرزمین‌های تحت فرمان این امپراتوری  در سراسر جهان پراکنده بود و گفته می‌شد که «خورشید هیچگاه در امپراتوری  بریتانیا غروب نمی‌کند». گستردگی امپراتوری استعماری بریتانیا به پراکندگی میراث سیاسی و فرهنگی بریتانیا و زبان انگلیسی در سراسر جهان انجامید. در عصر کاوش در سده‌های ۱۵ و ۱۶ میلادی، کشورهای پرتغال و اسپانیا به عنوان پیشروان و پیشتازان اکتشاف و دریانوردی، مستعمرات و مسیرهای بازرگانی بسیاری را در سراسر جهان تأسیس کردند و از این راه ثروت بسیاری اندوختند. در رقابت با آنها، کشورهای فرانسه، انگلستان و هلند نیز کوشش‌های خود را برای ایجاد مستعمرات و شبکه‌های تجاری در سرزمین‌های قاره آمریکا و آسیا افزایش دادند. ایجاد پادشاهی بریتانیای کبیر پس از اتحاد پادشاهی‌های انگلستان و اسکاتلند، و پیروزی این کشور در چندین جنگ بر فرانسه و هلند، بریتانیا را تبدیل به قدرت استعماری برتر در آمریکای شمالی و شبه‌قاره هند نمود. با اینکه بریتانیا سیزده مستعمره مهم خود را پس از استقلال آمریکا در سال ۱۷۸۳ از دست داد، اما گسترش مستعمرات در آسیا، آفریقا و اقیانوسیه و پیروزی بر ناپلئون در سال ۱۸۱۵، بریتانیا را برای بیش از یک قرن به قدرت بلامنازع جهان تبدیل کرد و به آن کشور امکان داد که حیطه قدرت خود را بیش از پیش در جهان بگستراند. در این دوران، برخی از مستعمرات بریتانیا که دارای ساختار جمعیتی مهاجر سفیدپوست بودند خودمختاری نسبی دریافت کردند و برخی از آنان تبدیل به قلمروهای بریتانیا شدند.
تسلط مطلق اقتصادی بریتانیا با رشد کشورهای آلمان و ایالات متحده آمریکا در پایان قرن نوزدهم میلادی به تدریج به چالش کشیده شد. درگیری‌های اقتصادی و نظامی بریتانیا با آلمان، نهایتاً به آغاز جنگ جهانی اول انجامید که در آن بریتانیا برای پیروزی، از نیروهای نظامی مستعمرات خود بهرهٔ بسیار برد. جنگ جهانی اول بار مالی سنگینی بر دوش بریتانیا گذاشت، و با اینکه مساحت سرزمین‌های امپراتوری پس از این جنگ، به بیشترین حد خود رسید، بریتانیا مقام خود را به عنوان قدرت بی‌رقیب نظامی و صنعتی دنیا از دست داد. پس از آن و در جنگ جهانی دوم، علی‌رغم اینکه بریتانیا در شمار برندگان جنگ بود، اما هزینه‌های گزاف جنگ به پیکره امپراتوری، صدمات بسیاری وارد کرد. به فاصله دو سال پس از پایان جنگ جهانی دوم، بریتانیا، با ارزش‌ترین و پرجمعیت‌ترین مستعمره خود یعنی هندوستان، را از دست داد.
در نیمه دوم قرن بیستم و در راستای فرایند استعمار زدایی قدرت‌های اروپایی، بیشتر مستعمرات و مناطق تحت کنترل امپراتوری بریتانیا استقلال یافتند. این فرایند با بازگشت هنگ کنگ به چین در سال ۱۹۹۷ به پایان رسید. بسیاری از مستعمرات سابق امپراتوری پس از استقلال به عضویت اتحادیه کشورهای همسود بریتانیا درآمدند. شانزده کشور عضو این اتحادیه «قلمروهای همسود» نامیده می‌شوند که در آن‌ها چارلز سوم ریاست دولت را به عهده دارد. چهارده سرزمین هنوز مستقیماً تحت حاکمیت دولت بریتانیا هستند که به آن‌ها «سرزمین‌های فرادریایی بریتانیا» گفته می‌شود.

## پیدایش(۱۴۹۷–۱۵۸۳)

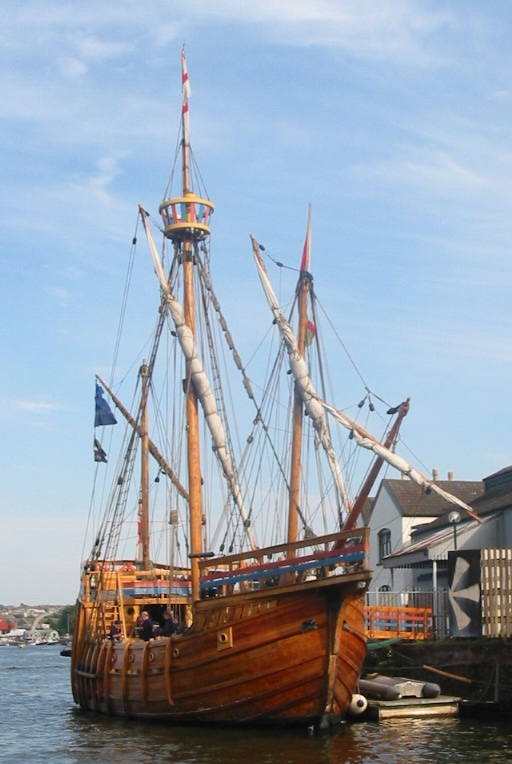
این کشتی در قرن بیستم به تقلید از کشتی جان کابوت در قرن پانزدهم، ساخت شده است.

بنیان امپراتوری بریتانیا زمانی گذاشته شد که انگلستان و اسکاتلند هنوز دو پادشاهی مجزا بودند. در سال ۱۴۹۶، شاه انگلیس، هنری هفتم، پس از موفقیت‌های پرتغال و اسپانیا در سفرهای دریایی، جان کابوت را مأمور یک سفر اکتشافی در آسیا و شمال اقیانوس اطلس کرد. کابوت در سال ۱۴۹۷، پنج سال پس از کشف آمریکا توسط اروپاییان، به راه افتاد و در نیوفاندلند (جزیره‌ای که هم‌اکنون به کانادا تعلق دارد) لنگر گرفت. مانند کریستف کلمب، او نیز ابتدا تصور کرد که به آسیا رسیده است و تلاشی برای پیدا کردن سرزمین‌های جدید نکرد. کابوت یک سال بعد عازم یک سفر دریایی دیگر به سوی آمریکا شد، اما دیگر هیچ خبری از کشتی‌های او شنیده نشد. پس از این اتفاق، انگلستان تا زمان ملکه الیزابت یکم و دهه‌های پایان سده شانزدهم میلادی، تلاشی برای فتح آمریکا نکرد.
در همین دوران بود که اصلاحات دینی در انگلیس روی داد و این سرزمین به یک کشور پروتستان تبدیل شد. با این اتفاق، اسپانیای کاتولیک به دشمن آشتی نانپذیر آنان تبدیل گردید. در پاسخ به اقدامات ضد انگلیسی اسپانیا، ملکه الیزابت به کشتیرانانی مانند جان هاوکینز و فرانسیس دریک کمک مالی می‌کرد تا به کشتی‌های تجارت برده اسپانیایی و پرتغال در غرب آفریقا حمله‌ور شوند. با این حال این اقدام چندان سودمند نبود و در نهایت به یکی از پیش زمینه‌های جنگ انگلیس و اسپانیا در سال‌های ۱۵۸۵ تا ۱۶۰۴ بدل شد.
در پایان این دوران، اسپانیا قدرت چالش‌ناپذیر قاره آمریکا و اقیانوس آرام بود، بیشتر سواحل جهان تحت کنترل پرتغال بود و فرانسه به تازگی استعمار منطقه‌ای که بعدها نام «فرانسه نو» را به خود گرفت را شروع کرده بود.

### استعمار ایرلند
گرچه انگلستان در این دوران، نسبت به سایر کشورهای اروپایی، در استعمار سرزمین‌های آنسوی اقیانوس موفق نبود، با این حال آنان در سده شانزدهم با موفقیت ایرلند را به مستعمره خود تبدیل کردند. این اقدام آنان همچنین منجر به پروتستان شدن ایرلند شد. در جریان استعمار ایرلند (در سده‌های شانزدهم و هفدهم)، تعداد زیادی از مردم خاک اصلی انگلیس که عموماً پروتستان بودند، به این کشور نقل مکان کردند. این مهاجرت‌های گسترده بافت جمعیتی ایرلند را تغییر دادند و این منطقه عملاً هویت بریتانیایی و پروتستانی به خود گرفت. طبقه حاکم جدید - که جایگزین یک طبقه حاکم کاتولیک شده بود - نماینده منافع کلیسای پروتستان و مردم انگلیسی و اسکاتلندی بود.
دولت انگلیس که خود به صورت رسمی و سازماندهی شده مهاجرت به ایرلند را کنترل می‌کرد، به مهاجران - که در ادبیات رسمی دولت انگلستان به آنان کشاورز گفته می‌شد - زمین اعطا می‌کرد. این مهاجرت‌ها در زمان هنری هشتم آغاز شد و در زمان مری یکم و الیزابت یکم ادامه پیدا کرد و در زمان جیمز یکم به اوج خود رسید. در زمان چارلز یکم همچنین «کشاورزان» اسکاتلندی نیز به صورت رسمی به استعمارگران پیشین اضافه شدند.
آخرین مهاجرت گسترده و سازماندهی شده از انگلیس و اسکاتلند به ایرلند در دهه پنجاه سده هفدهم انجام پذیرفت. هنگامی که هزاران سرباز پارلمان بریتانیا در ایرلند اسکان داده شدند.

## نخستین دوره امپراتوری بریتانیا(۱۵۸۳–۱۷۸۳)
در سال ۱۵۷۹، الیزابت یکم به هومفری گیلبرت مأموریت داد و او را به سوی آمریکای شمالی روانه کرد. با این حال، زمانی که گیلبرت هنوز به آمریکا نرسیده بود، این مأموریت بنا به دلایلی متوقف شد. چند سال بعد، در ۱۵۸۳، تلاش‌های او از سر گرفته شد و این بار وی با موفقیت به جهان جدید رسید. گیلبرت در نیوفاوندلند لنگر گرفت اما متوجه شد که این منطقه خالی از سکنه است. وی آنجا را قلمروی انگلستان نامید اما پیش از بازگشت به کشورش، درگذشت. والتر رالی، برادر ناتنی گیلبرت، از سوی ملکه به عنوان جانشین وی برگزیده شد. وی در سال ۱۵۸۴ از سوی ملکه الیزابت یکم به سوی آمریکا فرستاده شد و در منطقه‌ای که امروز کارولینای شمالی نام دارد، لنگر گرفت. اما به دلیل مشکلاتی که در برقراری ارتباط با انگلستان وجود داشت، این مأموریت نیز راه به جایی نبرد.
در سال ۱۶۰۳، جیمز ششم، شاه اسکاتلند، به عنوان جیمز یکم برتخت پادشاهی انگلستان نشست. جیمز یکم در سال ۱۶۰۴ عهدنامه لندن را امضا کرده و به روابط خصمانه با اسپانیا پایان داد. پس از برقراری روابط دوستانه با بزرگ‌ترین رقیبش، سیاست‌های انگلستان از حمله به مستعمرات کشورهای دیگر به فتح مستعمرات برای خودش تغییر پیدا کرد.
بدین ترتیب امپراتوری بریتانیا در نخستین سال‌های سده هفدهم میلادی پا به عرصه وجود نهاد. در این دوران، انگلیسی‌ها به آمریکای شمالی پا گذاشتند و کمپانی‌هایی که وظیفه‌شان مدیریت مستعمرات فرادریایی بود را تأسیس کردند که مهم‌ترین آن‌ها کمپانی هند شرقی بود. تاریخدانان این دوران تا از دست دادن «مستعمرات سیزده‌گانه» در جریان انقلاب آمریکا را «نخستین دوره امپراتوری بریتانیا» می‌نامندند.

### تجارت برده، آمریکا و آفریقا

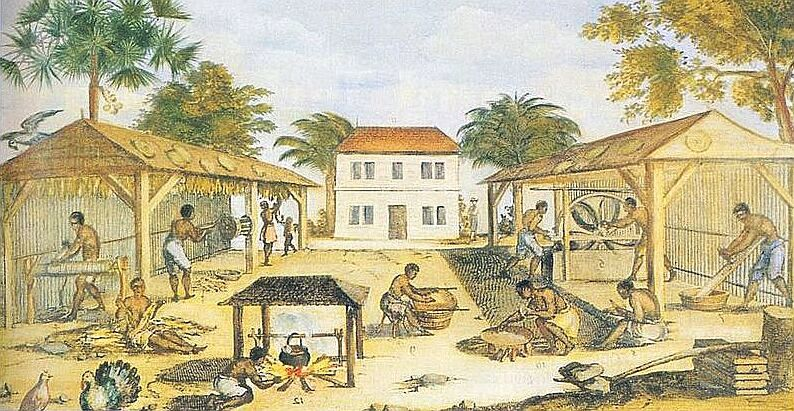
بردگان آفریقایی در حال کار در ویرجینیا

کارائیب در ابتدا سودمندترین مستعمره انگلستان بود، با این حال چند تلاش دولت لندن برای استعمار منطقه با شکست مواجه شده بود. نخستین تلاش برای استعمار گویان در سال ۱۶۰۴ تنها پس از دو سال متوقف شد. همچنین تلاش برای استعمار سنت لوسیا (۱۶۰۵) و گرنادا (۱۶۰۹) نیز چندان با موفقیت همراه نبود. با این حال، انگلستان پس از مدتی با موفقیت مستعمره‌نشین‌هایی در سنت کیتز (۱۶۲۴)، باربادوس (۱۶۲۷) و نویس (۱۶۲۸) ایجاد کرد. مدت کوتاهی بعد، در این مستعمرات به تقلید از تلاش پرتغال در برزیل، کشت قند آغاز شد که این مسئله به تعداد زیادی برده نیاز داشت. در ابتدا کشتی‌های هلندی برای فروش برده به انگلیسی‌ها و خرید قند از آنان با دولت لندن همکاری می‌کردند، اما پارلمان انگلستان در سال ۱۶۵۱ طرحی را تصویب کرد که تنها کشتی‌های انگلیسی اجازه ورود به مستعمرات را داشته باشند. این طرح، در نهایت به تیره شدن روابط انگلیس و هلند و درگیری نظامی میان دو کشور منجر شد. با این حال، این درگیری‌ها جای پای انگلستان در آمریکا را محکم‌تر کرد. در سال ۱۶۵۵، انگلستان جامایکا که در کنترل اسپانیا بود را فتح کرد و یازده سال بعد باهاما را نیز به مستعمرات خود افزود.
نخستین مستعمره‌نشین دائمی انگلستان در آمریکا، جیمزتاون بود که در سال ۱۶۰۷ به رهبری جان اسمیت و به مدیریت کمپانی ویرجینیا ایجاد شد. در سال ۱۶۰۹ کشتی سی ونچر در نزدیکی برمودا غرق شد که این مسئله پای بریتانیا به آن منطقه باز کرده و وظیفه اداره این منطقه به «کمپانی جزایر سورمز» داده شد. همچنین انگلستان در ۱۶۲۴ کمپانی ویرجینیا را منحل کرد که در نتیجه، اداره مستعمراتی که تحت فرمان آن بودند به‌طور مستقیم به دولت انگلیس واگذار شد و دولت لندن نیز مستعمره‌نشین ویرجینیا را ایجاد کرد. در سال ۱۶۱۰، کمپانی لندن و بریستون برای استعمار دائمی نیوفاوندلند ایجاد شد اما راه به جایی نبرد. در سال ۱۶۲۰، کمپانی پلیماوث برای اسکان پیوریتن‌ها در مستعمره‌نشینی که بعداً پلیماوث نام گرفت، ایجاد شد. پیوریتن‌ها که خواهان اصلاح کلیسای پروتستان انگلستان بودند، برای فرار از آزار مذهبی راهی این منطقه شدند. همچنین مریلند برای اسکان کاتولیک‌ها در ۱۶۳۴ احداث گردید. رود آیلند (۱۶۳۶) و کونکتیکوت (۱۶۳۹) به ترتیب برای محلی برای همه دین‌ها و برای کنگره‌گرایان اختصاص یافتند. پس از فتح کارولینا در ۱۶۶۳، انگلستان در سال ۱۶۶۴ هلند را شکست داد و منطقه هلند نو را به مستعمراتش افزود. در همین منطقه بود که شهر نیویورک بنا شد. در سال ۱۶۸۱ نیز مستعمره پنسیلوانیا ایجاد گردید. در مجموع، مستعمرات آمریکایی سود کمتری نسبت به مستعمرات کارائیب برای انگلیسی‌ها داشتند، اما به دلیل وجود فضای وسیعی برای کشاورزی، مقصد جذاب‌تری برای انگلیسی‌های مهاجر به حساب می‌آمدند.
در سال ۱۶۷۰، چارلز دوم در یک فرمان سلطنتی، حق تجارت خز در روپرتزلند (در کانادای امروزی) را به کمپانی خلیج هادسون واگذار کرد اما از آنجایی که فرانسه نیز به دنبال تجارت خز در فرانسه نو بود، بنادر و قلعه‌های کمپانی خلیج هادسون در دفعات متعدد مورد حمله فرانسویان قرار می‌گرفت.

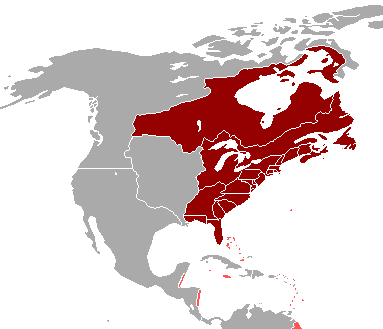
مستعمرات بریتانیا در آمریکا در سال‌های ۱۷۶۳–۱۷۷۶

دو سال بعد، کمپانی سلطنتی آفریقا شکل گرفت و در فرمانی از سوی شاه چارلز، مأمور شد تا برده مورد نیاز انگلیسیان در آمریکای شمالی را تأمین کند؛ در واقع تجارت برده بنیان امپراتوری بریتانیا در هند غربی (منطقه‌ای از شمال اقیانوس اطلس در دریای کارائیب) بود. از زمان صدور این فرمان تا ممنوعیت برده‌داری در سال ۱۸۰۷، بریتانیا بیشتر از ۳٫۵ میلیون آفریقایی را به عنوان برده به آمریکای شمالی منتقل کرد که این عدد برابر با یک سوم تمام بردگانی است که به آنسوی اقیانوس اطلس فرستاده شده‌اند. برای رونق دادن به این تجارت، بنادر زیادی مانند جیمز آیلند و بونسه آیلند در غرب آفریقا برپا شدند. در نتیجه تجارت برده توسط انگلستان تنها در کارائیب درصد آفریقایی‌ها از ۲۵ درصد در سال ۱۶۵۰ به ۸۰ درصد در سال ۱۷۸۰ رسید و همچنین جمعیت آنان در مستعمرات سیزده‌گانه نیز چهار برابر شد و از ۱۰ درصد به ۴۰ درصد رسید. تجارت برده به اندازه‌ای برای بریتانیا سودآور بود که این تجارت در شهرهایی غربی انگلیس مانند لیورپول و بریستول به فعالیت اقتصادی اکثریت جمعیت تبدیلش شده بود. با این حال وضعیت بردگان به قدری بد بود که از هر هفت نفر، یک نفر در جریان پروسه انتقال از آفریقا به آمریکا جان خود را از دست می‌داد.
در سال ۱۶۹۵، پارلمان اسکاتلند طرحی را تصویب کرد که کمپانی اسکاتلند را مأمور می‌کرد تا مستعمراتی را در پاناما برقرار کند. در سال ۱۶۹۸ کشتی‌های اسکاتلندی راهی جهان نو شدند اما پس از شیوع مالاریا و حملات پیاپی اسپانیایی‌ها، تنها پس از دو سال این طرح رها شد. تلاش اسکاتلند برای استعمار آمریکا فاجعه بار به پایان رسید و به امیدهای اسکات‌ها برای بر پا داشتن امپراتوری خودشان پایان داد. این اتفاق همچنین پیامدهای سیاسی نیز برای آنان داشت. به دلیل مشکلات پیش آمده، دولت اسکاتلند طرحی را با دولت انگلستان امضا کرد که بر اساس آن، دو کشور با یکدیگر متحد می‌شدند. در واقع پیش از این، تنها یک فرمانروای مشترک به صورت مشروطه بر دو کشور حاکم بود اما اسکاتلند و انگلیس دو دولت مجزا داشتند، اما پس از امضای عهدنامه اتحاد در سال ۱۷۰۷، عملاً به یک کشور تبدیل شدند. اینگونه بود که «بریتانیای کبیر» متولد شد.

### رقابت با هلند در آسیا
در پایان قرن شانزدهم، انگلستان و هلند تلاش کردند تا انحصار پرتغال در تجارت با آسیا را به چالش بکشند. در همین رابطه، به ترتیب در سال‌های ۱۶۰۰ و ۱۶۰۲، کمپانی هند شرقی انگلستان (که بعدها به کمپانی هند شرقی بریتانیا تغییر نام داد) و کمپانی هند شرقی هلند تأسیس شدند. هدف از این کار، ورود به تجارت ادویه در مجمع‌الجزایر هند شرقی (اندونزی) و مناطق مهم تجاری هندوستان بود. پس از این تلاش‌ها، رقابتی میان هلند و انگلستان با پرتغال و همین‌طور با یکدیگر برای برتری در تجارت با آسیا آغاز شد. با اینکه سیستم بانکداری پیشرفته هلند و جنگ‌های هلند و انگلیس در قرن هفدهم باعث شد ابتدا این کشور بر انگلستان فائق آید، اما دست آخر این انگلیس بود که در این رقابت پیروز شد. با این حال روابط خصمانه میان دو دولت با انقلاب باشکوه در سال ۱۶۸۸ به اتمام رسید، زمانی که شاهزاده هلندی، ویلیام از خاندان اورنج بر تخت پادشاهی انگلستان نشست و میان دو کشور صلح برقرار کرد. این صلح تجارت ادویه با اندونزی را به هلند و تجارت ابریشم با هند را به انگلستان واگذار کرد. اما خیلی زود مشخص شد که تجارت ابریشم بسیار سودآورتر است و در سال ۱۷۲۰ کمپانی هند شرقی بریتانیا از کمپانی هند شرقی هلند پیشی گرفت.

### رقابت جهانی با فرانسه
پس از صلح میان هلند و انگلستان در سال ۱۶۸۸، دو کشور به عنوان متحد در یک جبهه در جنگ نه‌ساله جنگیدند. اما از آنجایی که جنگ در خاک اصلی اروپا رخ داد (و از خاک بریتانیا دور بود) باعث شد تا انگلستان نسبت به هلند که مجبور بود تا بخش بزرگی از بودجه‌اش را صرف جنگ‌های زمینی پرهزینه کند، بسیار قدرتمندتر شود. پس از این جنگ و در قرن هجدهم، بریتانیا به بزرگ‌ترین قدرت استعماری جهان تبدیل شد و فرانسه که هنوز قدرت اصلی در خاک قاره‌ای اروپا بود، به بزرگ‌ترین رقیب آنان بدل گردید.

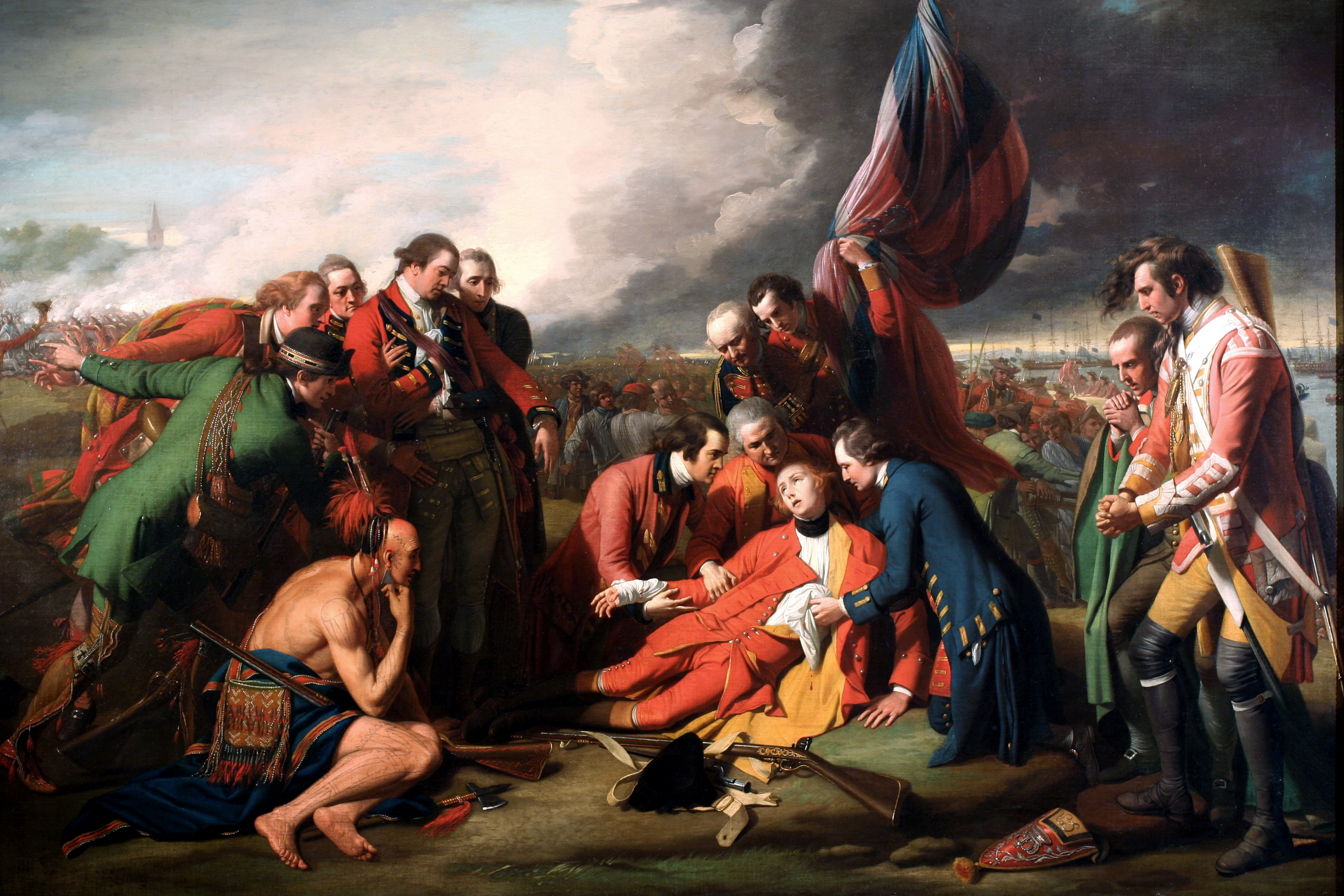
مرگ ژنرال انگلیسی، جیمز ولفی، پس از نبرد کیوبک میان سرخ‌پوستان و فرانسویان.

پس از مرگ کارلوس دوم پادشاه اسپانیا در سال ۱۷۰۰ و هدیه دادن امپراتوری و مستعمرات این کشور توسط وی به فلیپ، نوه پادشاه فرانسه، منجر به اتحاد بسیار نزدیکی میان فرانسه و اسپانیا شد. این مسئله برای انگلستان و سایر قدرت‌های اروپایی قابل قبول نبود. به همین دلیل در سال ۱۷۰۱، انگلستان، پرتغال، امپراتوری مقدس روم و هلند با یکدیگر متحد شدند و به اسپانیا و فرانسه اعلان جنگ دادند. جنگی به نام «جنگ‌های جانشینی اسپانیا» معروف شد و تا سال ۱۷۱۴ ادامه پیدا کرد.
پس از جنگ، فلیپ پادشاه جدید اسپانیا متعهد شد که نه او و نه هیچ‌کدام از جانشینانش (که تا امروز برتخت پادشاهی اسپانیا حضور دارند) هیچ ادعایی بر تاج و تخت فرانسه نداشته باشند (تا از یکی شدن احتمالی فرانسه و اسپانیا در ادامه جلوگیری شود). همچنین، در پیامد صلحِ این جنگ، بریتانیا نیوفاوندلند و اکادیا را از فرانسه و جبل‌الطارق و منورکا را از اسپانیا دریافت کرد که بعدها جبل‌الطارق به منطقه استراتژیک بسیار مهمی برای بریتانیا تبدیل شد و به آنان این اجازه را داد تا ورود و خروج از اقیانوس اطلس به مدیترانه را کنترل کنند. همچنین دولت اسپانیا به بریتانیا این اجازه را داد تا در تجارت برده در آمریکای اسپانیا حضور داشته باشد.

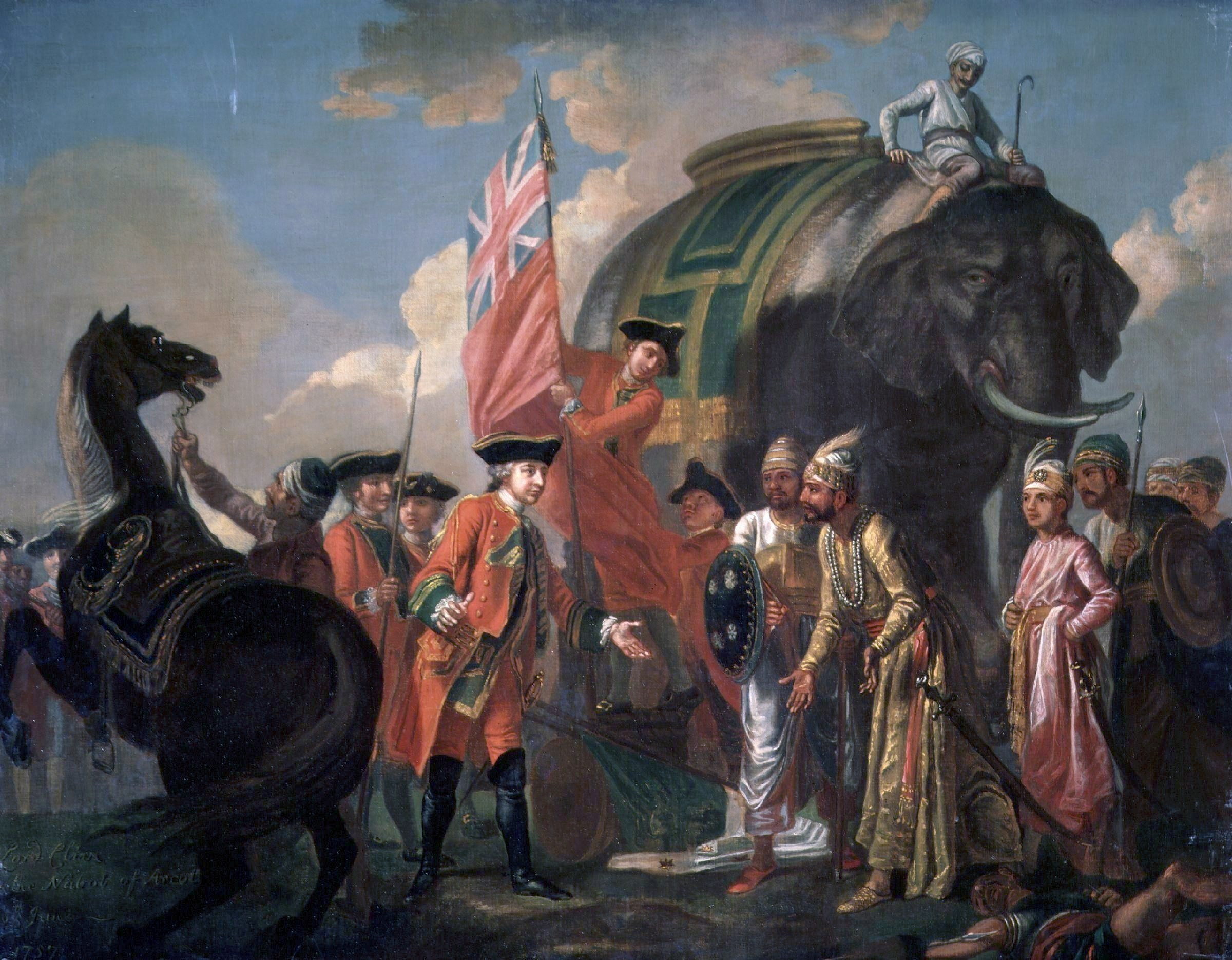
پیروزی بریتانیا در نبرد پلاسی

در دهه‌های میانی قرن هجدهم و پس از زوال امپراتوری گورکانی هند، چندین جنگ کوچک و بزرگ در شبه‌قاره هند میان انگلستان و فرانسه روی داد. در سال ۱۵۵۷، بریتانیا در نبرد پلاسی، میرزا محمد سراج الدوله و هم‌پیمانان فرانسوی‌اش را شکست داد و بنگال را ضمیمه خاک خود کرد. این رویداد کمپانی هند شرقی بریتانیا را به یک قدرت بزرگ در شبه‌قاره هند تبدیل کرد. فرانسه بخشی‌هایی از مستعمرات هندی‌اش را حفظ کرد، با این حال قدرت نظامی چالش‌ناپذیر کمپانی هند شرقی بریتانیا به امیدهای آنان برای حکومت بر تمام شبه قاره هند پایان داد. در طی دهه‌های پیش رو، کمپانی هند شرقی رفته رفته تمام هند را فتح کرد و این اتفاق آغازگر استعمار هند توسط بریتانیا شد.
جنگ هفت‌ساله در میان سال‌های ۱۷۵۶ تا ۱۷۶۳ که فرانسه، بریتانیا و سایر قدرت‌های اروپایی را درگیر خود کرد، تأثیر بسیار زیادی بر روی آینده امپراتوری بریتانیا و همچنین آینده فرانسه به عنوان یک قدرت استعماری گذاشت. در پی عهدنامه پاریس در سال ۱۷۶۳، فرانسه مجبور شد تا بخش‌های بزرگی از مستعمراتش در آمریکای شمالی را به بریتانیا و لوئیزیانا را به اسپانیا بدهد. این اتفاق عملاً پایان دوران پادشاهی فرانسه به عنوان یک قدرت استعماری را رقم زد.
پیروزی‌های انگلستان بر فرانسه در هند و جنگ هفت‌ساله، امپراتوری بریتانیا را به بزرگ‌ترین قدرت دریایی جهان تبدیل کرد.

### از دست دادن مستعمرات سیزده‌گانه

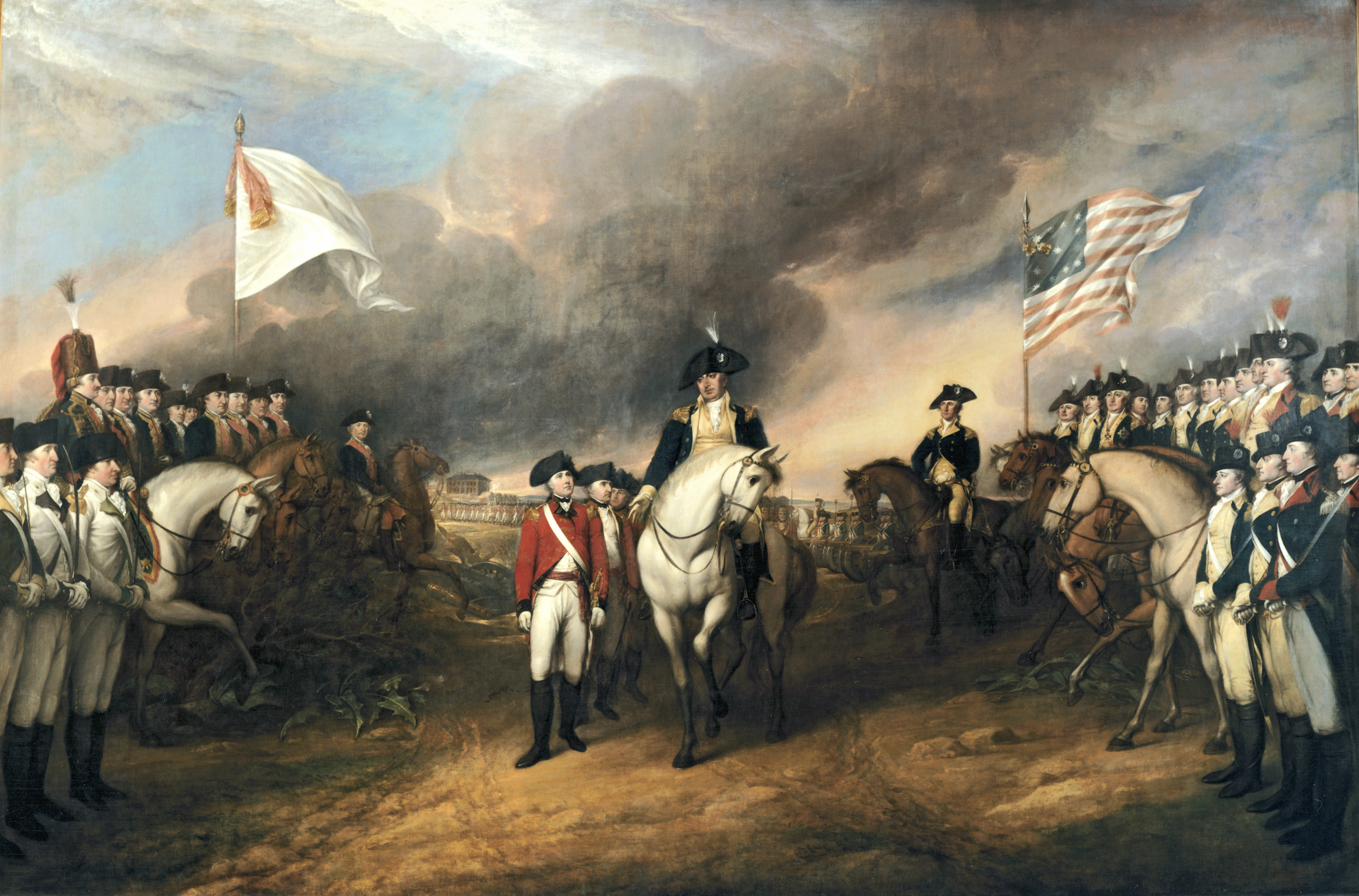
نبرد یورکتاون

در دهه‌های ۱۷۶۰ و ۱۷۷۰ میلادی، روابط میان امپراتوری بریتانیا و مستعمرات سیزده‌گانه در قاره آمریکا تیره شد. علت این اصطکاک سیاسی، تصویب قانونی در پارلمان بریتانیا بود که منجر به افزایش مالیات مستعمره‌نشین‌ها می‌شد. نتیجه عملی این قانون، کساد تجارت بریتانیایی‌هایی بود که برای تجارت در مستعمرات ساکن بودند. همین مسئله به ریشه اصلی انقلاب آمریکا تبدیل گردید. در مقابل، بریتانیا سپاهی را در سال ۱۷۷۵ برای از بین بردن استعمارگران (که از سوی دولت بریتانیا برای استعمار آمریکا فرستاده شده بودند و حالا ادعای استقلال داشتند) و کنترل مستقیم مستعمرات سیزده‌گانه از لندن، فرستاد. یک سال بعد، آمریکا به صورت رسمی اعلام استقلال کرد و با بازشدن پای فرانسه به جنگ برای پشتیبانی از مستعمره‌نشین‌ها در سال ۱۷۷۸، یک توازن قدرت در این جنگ به وجود آمد. سه سال بعد، در ۱۷۸۱، بریتانیا به سختی در نبرد یورکتاون شکست خورد و مذاکرات برای صلح آغاز گردید و پس از صلح پاریس در سال ۱۷۸۳، آمریکا رسماً به یک کشور جدید و مستقل تبدیل شد.
از دست دادن مناطق وسیعی از آمریکای بریتانیا که هنوز در آن زمان پرجمعیت‌ترین مستعمرات انگلستان بودند، از نظر بسیاری از تاریخ‌دانان پایان دوره نخست امپراتوری و آغاز دوره دوم آن است که در پی آن، بریتانیا سیاست خود را از استعمار آمریکا، به استعمار آسیا و اقیانوس آرام و سپس آفریقا تغییر داد.
همچنین این جنگ سیاست بریتانیا در قبال کانادا را نیز تغییر داد. پس از شکست انگلستان در نبرد با نیروهای آمریکایی، حدود ۴۰ تا ۱۰۰ هزارنفر از انگلیسی‌های طرفدار دولت بریتانیا از ایالات متحده به کانادا مهاجرت کردند. ۱۴ هزار نفر از آن‌ها به نوا اسکاتیا مهاجرت کردند که به دلیل موقعیت جغرافیایی آن، بعدها این احساس به آن‌ها دست داد که دولت بریتانیا آنان را فراموش کرده است؛ همین منجر شد تا لندن برای رضایت آن‌ها نیو برونسویک را به یک مستعمره‌نشین جدید تبدیل کند. در سال ۱۷۹۱ همچنین دولت بریتانیا رسماً کانادا را به دو بخش انگلیسی زبان و فرانسوی زبان تقسیم کرد تا از ایجاد تنش جلوگیری نماید. همچنین برای جلوگیری از روی دادن اتفاقی که در آمریکا رخ داد، سیستم دولتی آمریکای شمالی بریتانیا به سیستمی مشابهِ سیستم دولتی خاک اصلی بریتانیا تبدیل شد.
تنش میان آمریکا و انگلستان دوباره در جریان جنگ‌های ناپلئونی بالا گرفت. جایی که بریتانیا در نظر داشت تا مانع تجارت ایالات متحده با فرانسه شود. آمریکا در سال ۱۸۱۲ به امپراتوری بریتانیا اعلان جنگ داد و به کانادا حمله کرد. در پاسخ، ارتش بریتانیا به خاک آمریکا حمله کرد و تا واشینگتن پیشروی کرد، با این حال دو سال بعد جنگ به پایان رسید و مرزهای قبل از جنگ دوباره برقرار شدند.

## آغاز دومین دوره امپراتوری بریتانیا(۱۷۸۳–۱۸۱۵)

### اکتشافات در اقیانوس آرام

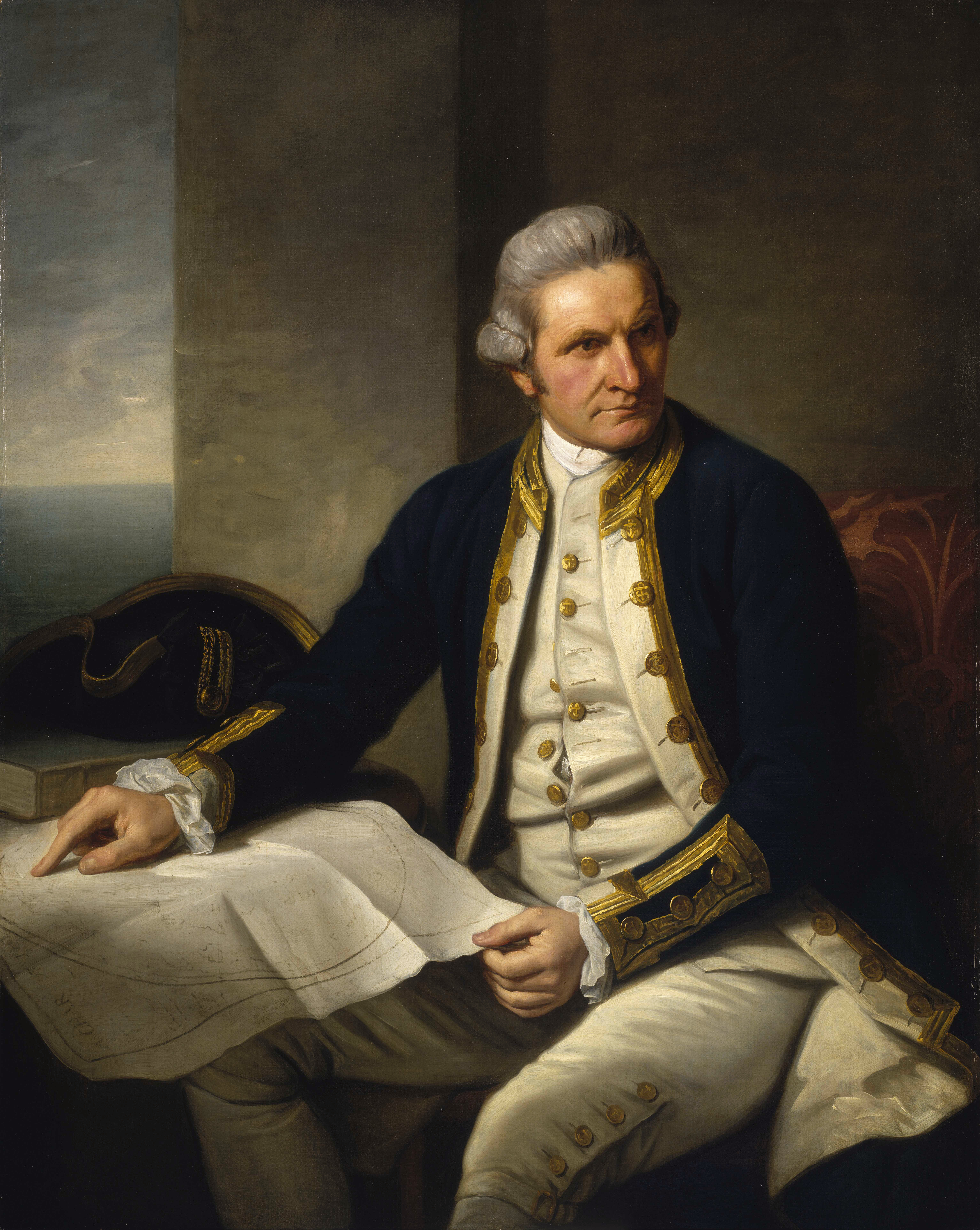
سفرهای اکتشافی ناخدا جیمز کوک در اقیانوسیه منجر به ایجاد مستعمرات جدیدی مانند استرالیا و زلاندنو شد.

از سال ۱۷۱۸، تبعید به آمریکا یکی از مجازات‌هایی بود که دولت بریتانیا در نظر می‌گرفت. به‌طور میانگین، هر سال هزار نفر از خاک اصلی بریتانیا به آمریکا تبعید می‌شدند. اما پس از استقلال آمریکا در سال ۱۷۸۳، بریتانیا مجبور شد تا منطقه جدیدی را برای کسانی که از بریتانیا تبعید می‌شدند، پیدا کند. این مسئله، توجه لندن را به منطقه تازه کشف شده استرالیا جلب کرد. سواحل استرالیا در سال ۱۶۰۶ توسط ویلیام جانزون، دریانورد هلندی کشف شده و توسط او «هلند نو» نام گذاری شده بود اما هیچ تلاشی برای استعمار آن صورت نگرفته بود. در سال ۱۷۷۰، جیمز کوک طی یک سفر علمی، به صورت اتفاقی سواحل شرقی استرالیا را کشف کرد و اعلام نمود که این منطقه از هم‌اکنون مستعمره بریتانیاست و آن را ولز جدید جنوبی نام‌گذاری کرد. در ۱۷۷۸، بوتی بنکز، از همراهان کوک در سفر اکتشافی، مدارکی را برای دولت بریتانیا ارسال کرد که نشان می‌داد سواحل تازه کشف شده برای ایجاد مستعمره‌نشین‌های جدید مناسب است. در نهایت، نخستین کشتی تبعیدی‌های انگلیسی در سال ۱۷۸۷ به سمت استرالیا به راه افتادند و در سال ۱۷۸۸ به این منطقه رسیدند. پس از آن، تبعید محکومان به ولز جنوبی جدید، تاسمانیا و استرالیای غربی به ترتیب تا سال‌های ۱۸۴۰، ۱۸۵۳ و ۱۸۶۸ ادامه پیدا کرد. مستعمراتی که در قاره جدید بر پا شده گشتند، بسیار سود آور بودند، به خصوص برای استخراج پشم و طلا. گفته شده که استخراج طلا در مستعمره‌نشین ویکتوریا برای مدتی مرکز این مستعمره، یعنی شهر ملبورن را به ثروتمندترین شهر جهان و دومین شهر بزرگ امپراتوری بریتانیا پس از لندن تبدیل کرده بود.
جیمز کوک همچنین در جریان سفرش از نیوزیلند نیز بازدید کرد. این منطقه نخستین بار در سال ۱۶۴۲ توسط ابل تاسمان دریانورد هلندی کشف شده بود. پس از ورود انگلیسیان به این منطقه، در ابتدا روابط میان بومیان نیوزیلند و اروپایی‌ها به تجارت اقلام مختلف محدود می‌شد؛ اما پس از مدتی، مهاجرت اروپاییان به این منطقه افزایش یافت. در سال ۱۸۳۹، کمپانی نیوزیلند رسماً اعلام کرد که قصد دارد تا این منطقه را خریداری کند و در سال ۱۸۴۰، عهدنامه‌ای میان چهل تن از رئسای قبایل محلی و ویلیام هابسون از کمپانی نیوزیلند امضا شد. این عهدنامه از سوی برخی عهدنامه تأسیس نیوزیلند به‌شمار می‌رود، اما از آنجایی که متن مائوری (زبان رایج میان بومیان نیوزیلند) و متن انگلیسی آن با یکدیگر متفاوت بودند، هنوز اختلافات بر سر آن ادامه دارد.

### جنگ با فرانسه ناپلئونی
بریتانیا یک بار دیگر توسط فرانسه به چالش کشیده شد، این بار در دوران ناپلئون. این جنگ‌ها که جنگ دو تفکر متفاوت بود، با نبردهای قبلی بریتانیا تفاوت داشت؛ ناپلئون نه تنها جایگاه جهانی انگلستان را تهدید می‌کرد، بلکه خود خاک انگلستان نیز مانند سایر اروپا در خطر ضمیمه شدن توسط امپراتور فرانسویان قرار داشت.
در جنگ‌های ناپلئونی، بریتانیا مجبور شد تا هزینه زیادی را برای پیروزی صرف کند. در طول این جنگ‌ها، بریتانیا تحت محاصره بدی قرار گرفت و این کشور نیز در پاسخ به مستعمرات کشورهایی که توسط ناپلئون فتح یا با وی متحد شده بودند، حمله می‌کرد. در نهایت، فرانسه و ناپلئون توسط ائتلاف کشورهای اروپایی در سال ۱۸۱۵ شکست خوردند و این بریتانیا بود که در مذاکرات پس از جنگ‌ها بیشترین سود را برد. فرانسه مجبور شد تا جزایر ایونی، مالت، موریس، سن لوسیا و توباگو را به بریتانیا بدهد و گینه و کیپ از هلند و ترینیداد از اسپانیا نیز به حاکمیت امپراتوری بریتانیا درآمدند.

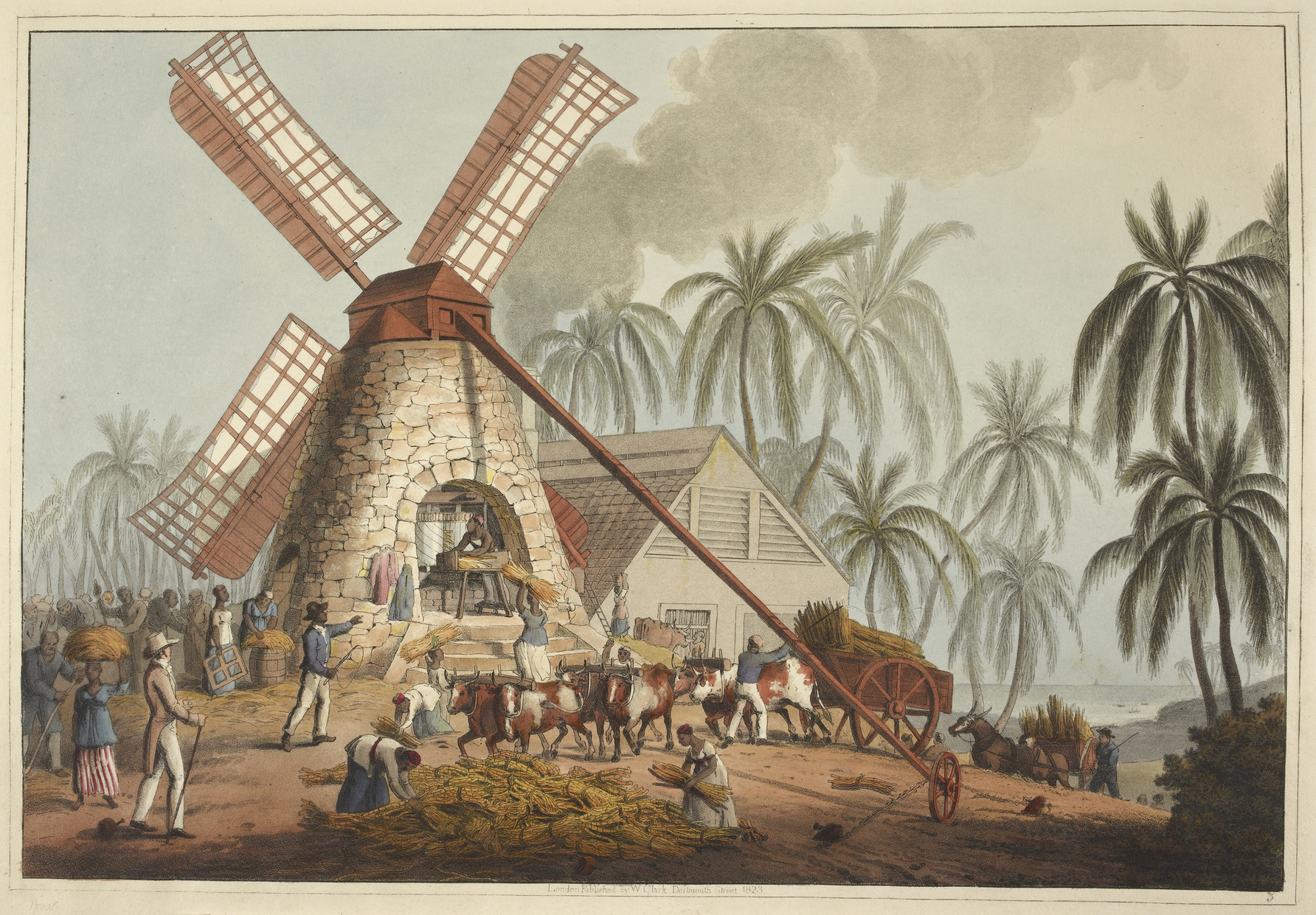
کشت قند در مستعمرات بریتانیا، سال ۱۸۲۳

### لغو برده‌داری
پس از انقلاب صنعتی، اهمیت برده‌ها در بریتانیا بسیار کاهش یافت و باوجود ماشین‌هایی که می‌توانستند کار چند کارگر را انجام دهند، دیگر برای انگلستان سودمند نبود که مسائلی مانند شورش بردگان را به جان بخرد. در سال ۱۸۰۷، پارلمان بریتانیا طرحی را تصویب کرد که تجارت برده در امپراتوری بریتانیا را ممنوع می‌نمود. یک سال بعد، سیرالئون به مستعمره‌ای برای برده‌های آزاد شده تبدیل شد و چند سال پس از آن، در ۱۸۳۴، برده‌داری رسماً در امپراتوری بریتانیا، به جز مناطقی که تحت کنترل کمپانی هند شرقی بودند، ممنوع اعلام شد. طبق این قانون، برده‌ها پس از چهار تا شش سال پس «کارآموزی» به آزادی کامل دست پیدا می‌کردند.

## «قرن بریتانیا»(۱۸۱۵–۱۹۱۴)

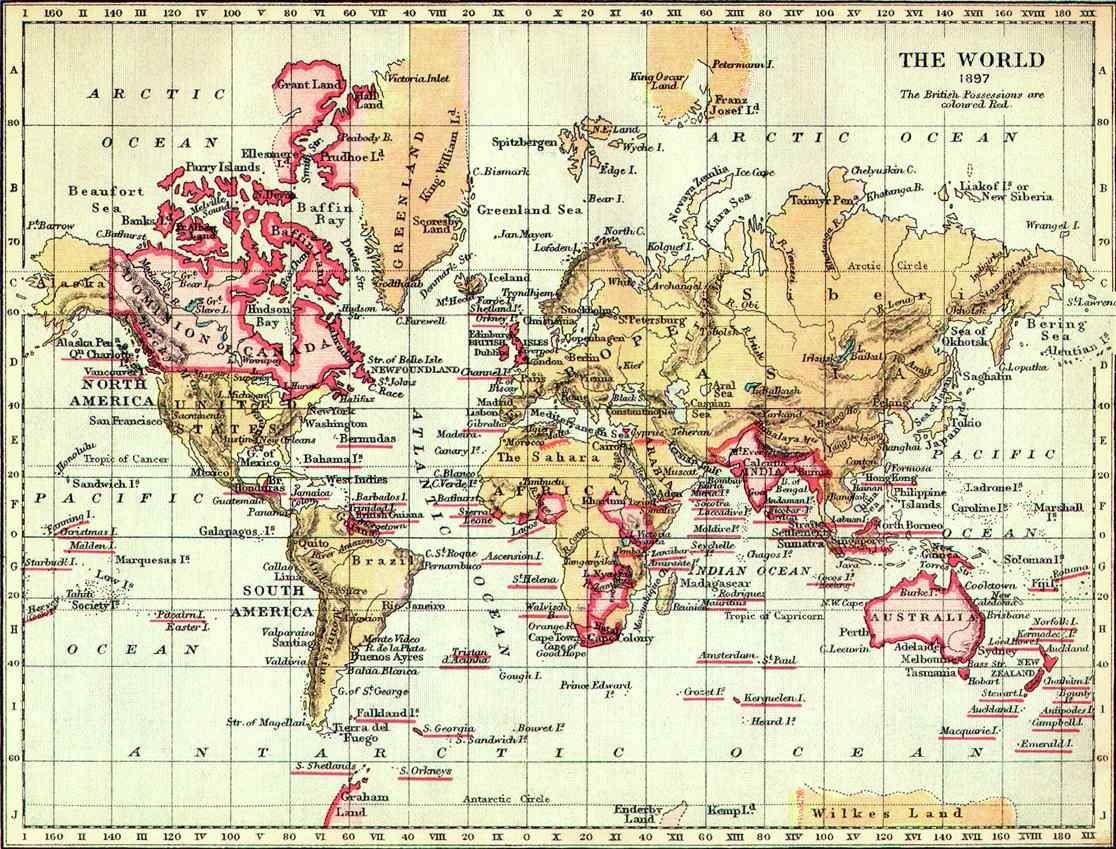
مستعمرات امپراتوری بریتانیا در سال ۱۸۹۷ میلادی با رنگ قرمز در نقشه یا زیر نامشان مشخص شده‌اند.

سال‌های میان جنگ‌های ناپلئونی و آغاز جنگ جهانی اول، یعنی از سال ۱۸۱۵ تا سال ۱۹۱۴، از سوی برخی تاریخ‌دانان عنوان «قرن بریتانیا» یا «قرن امپراتوری بریتانیا» (انگلیسی: Britain's imperial century) نامیده شده است. در این دوران، بریتانیا ۲۶میلیون کیلومتر مربع جدید به قلمروهای خود افزود که جمعیت این امپراتوری را ۴۰۰ میلیون نفر افزایش داد. پیروزی در جنگ‌های ناپلئونی بریتانیا را به قدرت مطلق تبدیل کرد و هیچ کشوری در این دوران توانایی رقابت با بریتانیا در عرصه بین‌المللی را نداشت. این امپراتوری که در دریاها چالش ناپذیر بود، نقش پلیس جهانی را ایفا کرد و به یک انزوای خود خواسته دچار شد. جدا از سرزمین‌هایی مانند هند که تحت کنترل مستقیم لندن بودند، کنترل دریاها بدان معنی بود که بریتانیا عملاً اقتصاد بسیاری از کشورهای جهان از جمله چین را در اختیار مطلق خود داشت.
قدرت امپراتوری بریتانیا با تکنولوژی‌هایی که در نیمه دوم سده پانزدهم اختراع شدند، بیشتر هم شد. در سال ۱۹۰۲، تمام سرزمین‌های امپراتوری بریتانیا با یک شبکه کابل‌های تلگراف به یکدیگر متصل بودند که به نام «سیم‌هایی که همه قرمزند» معروف بود.

### کمپانی هند شرقی در آسیا
کمپانی هند شرقی توسعه‌طلبی بریتانیا را به آسیا آورد. علاوه بر فتوحات در هند، نیروهای کمپانی و نیروی دریایی سلطنتی با یکدیگر در فتوحات خارج از شبه قاره هند نیز همکاری می‌کردند. آن‌ها در جنگ هفت‌ساله، در بیرون راندن فرانسه از مصر، در تسخیر جاوا از هلند و در فتوحات در مناطق آسیای جنوب‌شرقی مانند سنگاپور، پنانگ آیلند، مالاکا و برومه در کنار یکدیگر جنگیدند.

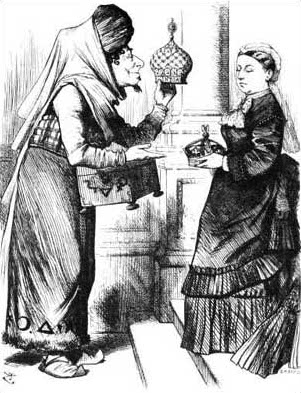
تاج جدید برای پیرزن. کاریکاتوری که تاج‌گذاری ملکه ویکتوریا به عنوان امپراتریس هند را نشان می‌دهد. فرد سمت چپ بنجامین دیزرائیلی نخست‌وزیر بریتانیاست.

مرکز کمپانی در هند بود، اما فعالیت‌های آن به هند محدود نبود. کمپانی هند شرقی، به عنوان مثال، در دهه سه قرن هجدهم، در تجارت تریاک در چین بسیار فعال بود. تجارت تریاک در چین بسیار برای بریتانیا اهمیت داشت، زیرا با توجه به حجم گسترده واردات چای از این کشور به انگلستان، حجم زیادی نقره از بریتانیا خارج شده و وارد چین می‌گردید. با تجارت تریاک، انگلیسی‌ها می‌توانستند این مسئله را جبران کنند. با این حال، این تجارت در سال ۱۷۲۹ توسط دولت چین غیرقانونی اعلام شد و زمانی که در سال ۱۸۳۹ نیروهای چینی محموله بزرگ تریاک را از بین بردند، انگلستان به این کشور اعلان جنگ داد و با موفقیت در نخستین جنگ تریاک به پیروزی رسید و همچنین هنگ‌کنگ را نیز فتح کرد.
در اواخر قرن هجدهم و اوایل سده نوزدهم، دولت انگلیس به صورت مستقیم در اداره کمپانی هند شرقی ورود می‌کرد. پارلمان بریتانیا چندین طرح مختلف را دربارهٔ کمپانی در سال‌های ۱۷۷۳، ۱۷۸۴ و ۱۸۱۳ تصویب کرد که از اختیارات این کمپانی می‌کاست و قدرت دولت را در قلمروی آن افزایش می‌داد. در نهایت با شورش هندی‌ها در سال ۱۸۵۷، کمپانی هند شرقی منحل شد و راج بریتانیا یا بریتیش راج جایگزین آن گردید. این شورش شش ماه به طول انجامید و به هر دو طرف خسارات زیادی وارد ساخت. یک سال پس از شورش، دولت انگلستان رسماً پایان کمپانی هند شرقی را اعلام کرد و هندوستان تحت کنترل مستقیم دولت بریتانیا قرار گرفت. در همان سال، پارلمان بریتانیا رسماً «راج بریتانیا» را به عنوان قدرت حاکم بر هند اعلام کرد و ملکه ویکتوریا نیز به عنوان امپراتریس هندوستان تاج‌گذاری کرد. از همان زمان، هند به بزرگ‌ترین و مهم‌ترین قلمروی انگلستان تبدیل شد و به «الماسِ تاج بریتانیا» معروف گردید.
در اواخر قرن نوزدهم، بریتانیا نتوانست به خوبی از پس برداشت محصول در هند بر آید که این مسئله باعث قحطی‌های زیادی در سطح شبه قاره هند گردید و جان ۱۵ میلیون نفر را گرفت. به وجود آمدن قحطی در زمان حکومت کمپانی هند شرقی بر هندوستان بسیار رایج بود و پنجاه سال طول کشید تا اقداماتی که پس از انحلال کمپانی انجام گرفته بودند، بتوانند از ایجاد قحطی‌های مجدد جلوگیری کنند.

### رقابت با روسیه

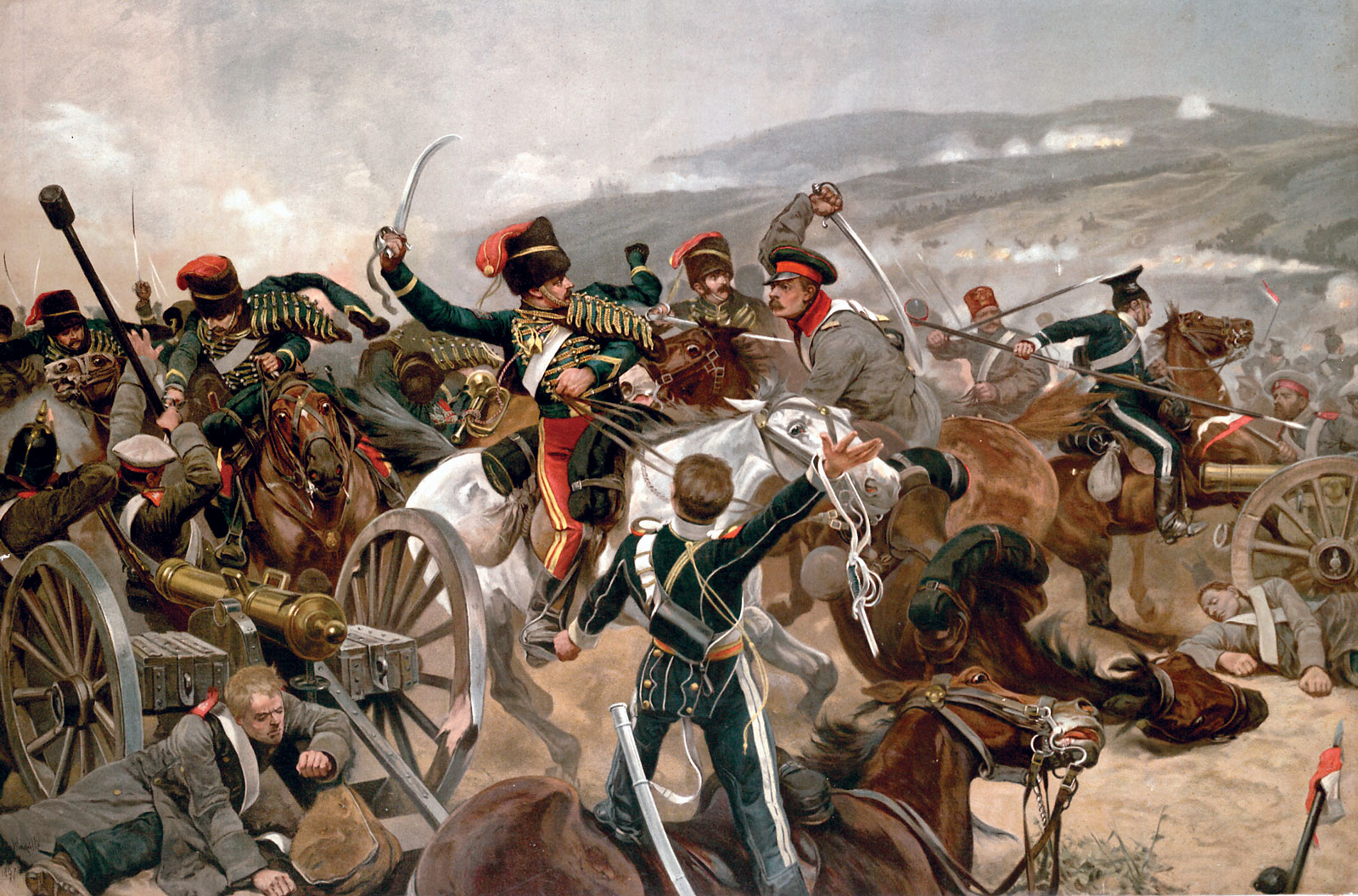
رویارویی نیروهای بریتانیایی و روسی در جنگ کریمه

در قرن نوزدهم، با زوال ایران، عثمانی و چین، امپراتوری‌های بریتانیا و روسیه به دنبال این بودند تا خلأ قدرت ایجاد شده در منطقه را پر کنند. رقابت این دو امپراتوری در آسیای میانه به اوج خود رسید که در نهایت به «بازی بزرگ» معروف شد. پیروزی‌های روسیه بر ایران و عثمانی از این جهت بریتانیا را نگران می‌کرد که در نهایت این فتوحات راه تزارها به سمت هند را باز کرده و حاکمیت لندن بر جنوب آسیا را به خطر بیندازد. در سال ۱۸۳۹، انگلستان با هدف پیش‌دستی در این مسئله و تبدیل افغانستان به مانعی بر سر راه روسیه به هند، به این کشور حمله برد اما نتیجه جنگ برای آن‌ها فاجعه‌بار بود و به پیروزی قاطع افغان‌ها منجر گردید.
زمانی که روسیه در ۱۸۵۳ به بالکان که تحت کنترل عثمانی بود، حمله برد، ترس از چیرگی تزارها بر خاورمیانه و مدیترانه در اروپا پدیدار شد. در پی همین مسئله، فرانسه و بریتانیا به کریمه حمله بردند و نیرو دریایی روس‌ها را به سختی شکست دادند. جنگ کریمه که در میان سال‌های ۱۸۵۴ تا ۱۸۵۶ رخ داد، تنها جنگ بزرگی بود که در دوران انزوای باشکوه میان انگلستان و یک قدرت بزرگ دیگر روی داد. درگیری‌های بریتانیا و روسیه بر سر آسیای میانه دو دهه دیگر نیز ادامه پیدا کرد و با ضمیمه شدن بلوچستان به بریتانیا و فتح قرقیزستان، قزاقستان و ترکمنستان، به نظر می‌رسید که یک جنگ بزرگ دیگر میان دو کشور اجتناب‌ناپذیر است. با این حال دو امپراتوری با هم به توافق رسیدند و با توافق‌نامه‌هایی که در ۱۸۷۸ و همین‌طور در ۱۹۰۷ بر سر مناطق تحت نفوذ به امضا رساندند، از تنش اوضاع کاسته شد. همچنین با شکست فاجعه‌بار روسیه از ژاپن در جنگ ژاپن و روسیه، بریتانیا دیگر تهدید کمتری از جانب روسیه احساس می‌کرد.

### از کیپ تا قاهره

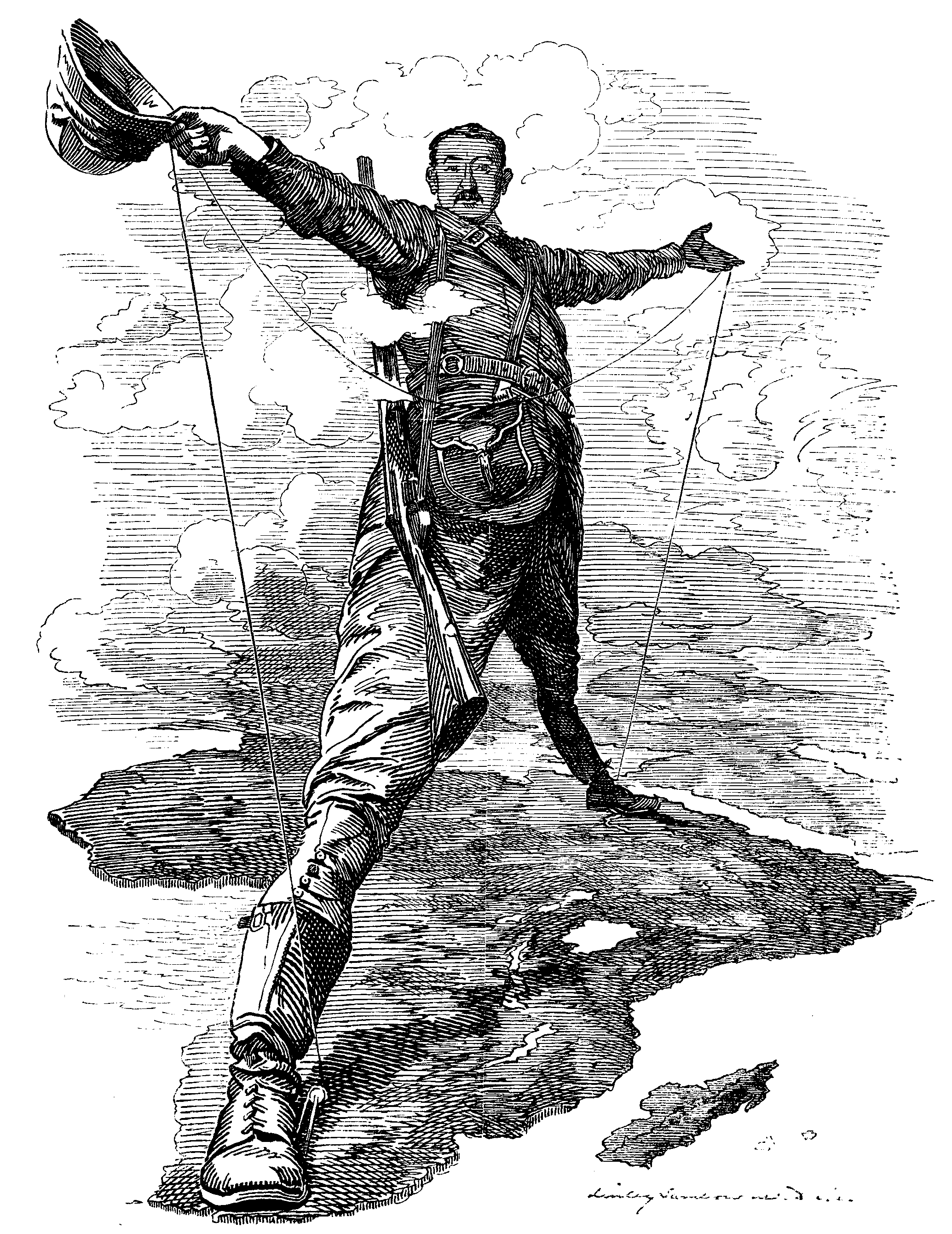
رودز غول پیکر. نگاره‌ای در رابطه با راه‌آهن از کیپ تا قاهره

کمپانی هند شرقی هلند در سال ۱۶۵۲ برای تسهیل کشتی‌رانی از خاک هلند به هند شرقی، مستعمره کیپ را در جنوب آفریقا تأسیس کرده بود. با این حال، در جریان جنگ‌های فلاندر، بریتانیا برای جلوگیری از چیرگی فرانسه بر منطقه آن را فتح کرده و به صورت رسمی، هلند در ۱۸۰۶ مالکیت انگلستان بر آن را به رسمیت شناخت. در دهه بیست قرن نوزدهم، مهاجرت انگلیسی‌ها به این منطقه افزایش یافت که باعث شد تا بوئرها (هلندی‌ها و هلندی زبان‌های آفریقای جنوبی) مجبور به مهاجرت به سمت شمال شدند تا جمهوری‌های مستقل خود را تأسیس کنند که البته اکثر آنان بسیار کوتاه مدت بودند. در جریان مهاجرت گسترده بوئرها و تلاش آنان برای تأسیس دولت‌های جدید، درگیری‌های زیادی بین آن‌ها با بریتانیایی‌ها و مردم محلی آفریقا پدید آمد. به هر صورت، بوئرها دو جمهوری که نسبت به سایر دولت‌هایشان عمر بیشتری داشت، تأسیس کردند که یکی از آن‌ها جمهوری ترانسوال بود و دیگری دولت آزاد اورنج که هر دو تقریباً پنجاه سال دوام آوردند. سرانجام، بریتانیا هر دو جمهوری را فتح کرد و پس از دومین جنگ بوئر، هر دو منطقه را به قلمروی خود افزود.
در سال ۱۸۶۹، کانال سوئز توسط ناپلئون سوم ایجاد شد تا مدیترانه را به اقیانوس هند متصل کند. در ابتدا، بریتانیایی‌ها با آن مخالف بودند، اما پس از اینکه از اهمیت استراتژیک آن آگاهی پیدا کردند، این کانال برای آنان اهمیت بسیاری پیدا کرد و به «رگ امپراتوری» معروف شد. در سال ۱۸۷۵، دولت بنجامین دیزرایلی سهم مصر از کانال سوئز را از اسماعیل پاشا به قیمت ۴ میلیون پوند (برابر با ۳۷۰ میلیون پوند در سال ۲۰۱۸) خریداری کرد. گرچه این مسئله کانال سوئز را تمام زیر کنترل بریتانیا در نیاورد، اما آنان را به یک بازیگر مهم در این منطقه تبدیل کرد. رقابت میان فرانسه و انگلستان بر سر کانال سوئز تا دهه‌ها بعد ادامه پیدا کرد و با توجه به اینکه فرانسه درصد بیشتری از کانال را در مالکیت خود داشت، در تلاش بود تا قدرت انگلیسی‌ها را در این منطقه تضعیف کند. گرچه در سال ۱۸۸۸ دو قدرت پیمانی را امضا کردند که کانال سوئز را رسماً منطقه بی‌طرف اعلام نمود.
با افزایش رقابت قدرت‌های استعماری مانند پرتغال، بلژیک و فرانسه در آفریقا، کنفرانس برلین در سال‌های ۱۸۸۴ و ۸۵ تشکیل شد و در نهایت منجر به تقسیم آفریقا گردید. این اتفاق باعث شد تا بریتانیا از تصمیم خود مبنی بر ترک سودان منصرف شود و بار دیگر به این منطقه حمله‌ور گردیده که این اتفاق زمینه‌ساز جنگ مهدی شد. پس از مرگ مهدی؛ که در ابتدا ادعای مهدی موعود بودن می‌داشته، ارتش مرکب از نیروهای انگلیسی و مصری سودان را تسخیر کردند و با اینکه این منطقه در ظاهر قلمروی مشترک مصر و انگلیس بود، در باطن عملاً به یک مستعمره‌نشین بریتانیا تبدیل گردید.
پس از اینکه شرق و جنوب آفریقا تمام تحت کنترل بریتانیا درآمدند، سسیل رودز، یکی از سیاستمداران انگلیسی حاضر در آفریقا، پیشنهاد ایجاد خط راه‌آهن از قاهره تا کیپ را داد تا بدین ترتیب کانال سوئز به جنوب آفریقا متصل شود. با این حال، این پروژه ناتمام ماند. همچنین سال‌های پایانی قرن نوزدهم، رودز به همراه نیروهای کمپانی جنوب آفریقای بریتانیا مناطقی را در این قاره فتح کرد که به افتخار او رودزیا نام گرفت که امروزه در کشور زیمبابوه قرار دارد.

### تغییر وضعیت مستعمره‌های سفیدپوست نشین

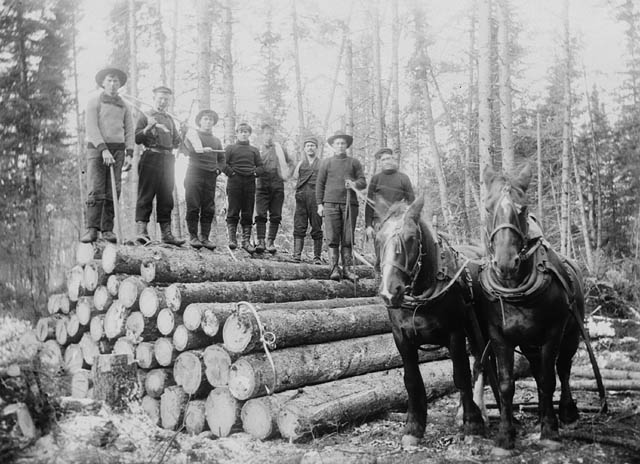
تجارت چوب در قرن نوزدهم و بیستم منبع اصلی درآمد کانادا بود.

روند استقلال مستعمرات سفیدپوست نشین بریتانیا در سال ۱۸۳۹ با گزارش دورهام آغاز شد. پس از مخالفت بریتانیا با یکپارچه شدن کانادای جنوبی و شمالی که منجر به شورش مسلحانه کاناداییان شد، پارلمان بریتانیا در سال ۱۸۴۰ طرحی را تصویب کرد که مطابق آن دو منطقه با نام «استان کانادا» در یکدیگر ادغام شدند. همچنین بریتانیا در نوا اسکاتیا یک دولت پاسخگو برقرار کرد و این نوع حکومت به زودی در همه مستعمرات انگلستان در آمریکای شمالی اجرا شد. در سال ۱۸۶۷، پارلمان بریتانیا در طرحی، کانادا، برونسیک نو و نوا اسکاتیا را در یکدیگر ادغام کرد و کنفدراسیونی به نام کانادا را ایجاد کرد که به‌غیر از تصمیمات در رابطه با سیاست خارجی، در باقی مسائل می‌توانست مستقل عمل کند. اتفاقات مشابه‌ای در استرالیا و نیوزیلند در آغاز قرن بیستم روی داد.
در آخرین دهه قرن نوزدهم، تلاش‌ها برای ایجاد یک حکومت محلی در ایرلند افزایش یافت. ایرلند از سال ۱۸۰۰ در کنترل لندن بود و در میان سال‌های ۱۸۴۵ تا ۱۸۵۲ یک قحطی که انگلستان را عامل آن می‌دانستند و تلفات میلیونی داشت، در این منطقه روی داد. نخست‌وزیر وقت بریتانیا، ویلیام گلدستون از حکومت محلی در ایرلند استقبال کرد و قصد داشت تا وضعیتی مشابه کانادا را در ایرلند نیز برقرار کند، اما پارلمان با این مسئله موافقت نکرد. در واقع هرچند اگر این طرح تصویب می‌شد، ایرلند نسبت به کانادا از خودمختاری کمتری برخوردار می‌شد، با این همه در انگلیس این ترس وجود داشت که خودمختاری ایرلند جرقه استقلال این کشور را زده و در نهایت باعث از هم پاشیدن امپراتوری شود. چند سال دیگر، تلاش مجدد برای اعطای خودمختاری به ایرلند از سوی پارلمان رد شد، همچنین تلاش سوم نیز به دلیل وقوع جنگ جهانی اول نیمه کاره رها شد.

## جنگ‌های جهانی(۱۹۱۴–۱۹۴۵)
با آغاز قرن بیستم، در بریتانیا این هراس به وجود آمد که لندن نتواند همچنان سیاست انزوای باشکوه را ادامه دهد و همچنین بتواند همه مستعمرات خود را نگاه دارد. از آنجایی که آلمان به سرعت به عنوان یک قدرت نظامی و صنعتی در حال پیشرفت بود، به عنوان رقیبی جدی برای امپراتوری بریتانیا در آینده، دیده می‌شد. در همین رابطه، بریتانیا در سال ۱۹۰۲ پیمان اتحادی با ژاپن به امضا رساند. همچنین به ترتیب در سال‌های ۱۹۰۴ و ۱۹۰۷ با دشمنان قدیمی، فرانسه و روسیه، بر سر میز مذاکره نشست و با آنان نیز متحد شد.

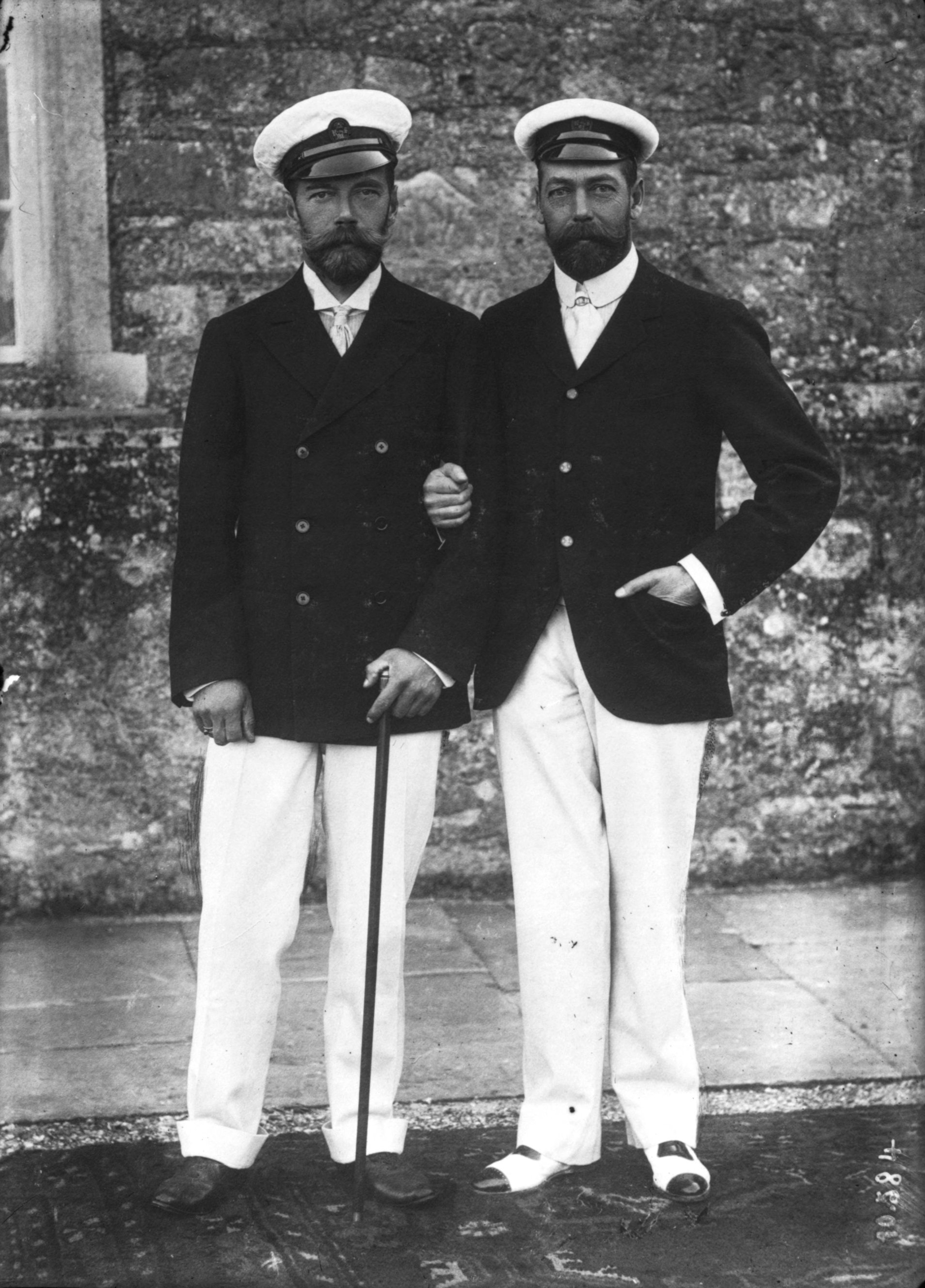
تزار نیکولای دوم (چپ) و شاه جورج پنجم (راست). فرمانروایان امپراتوری روسیه و امپراتوری بریتانیا پسر خاله بودند.

### جنگ جهانی اول

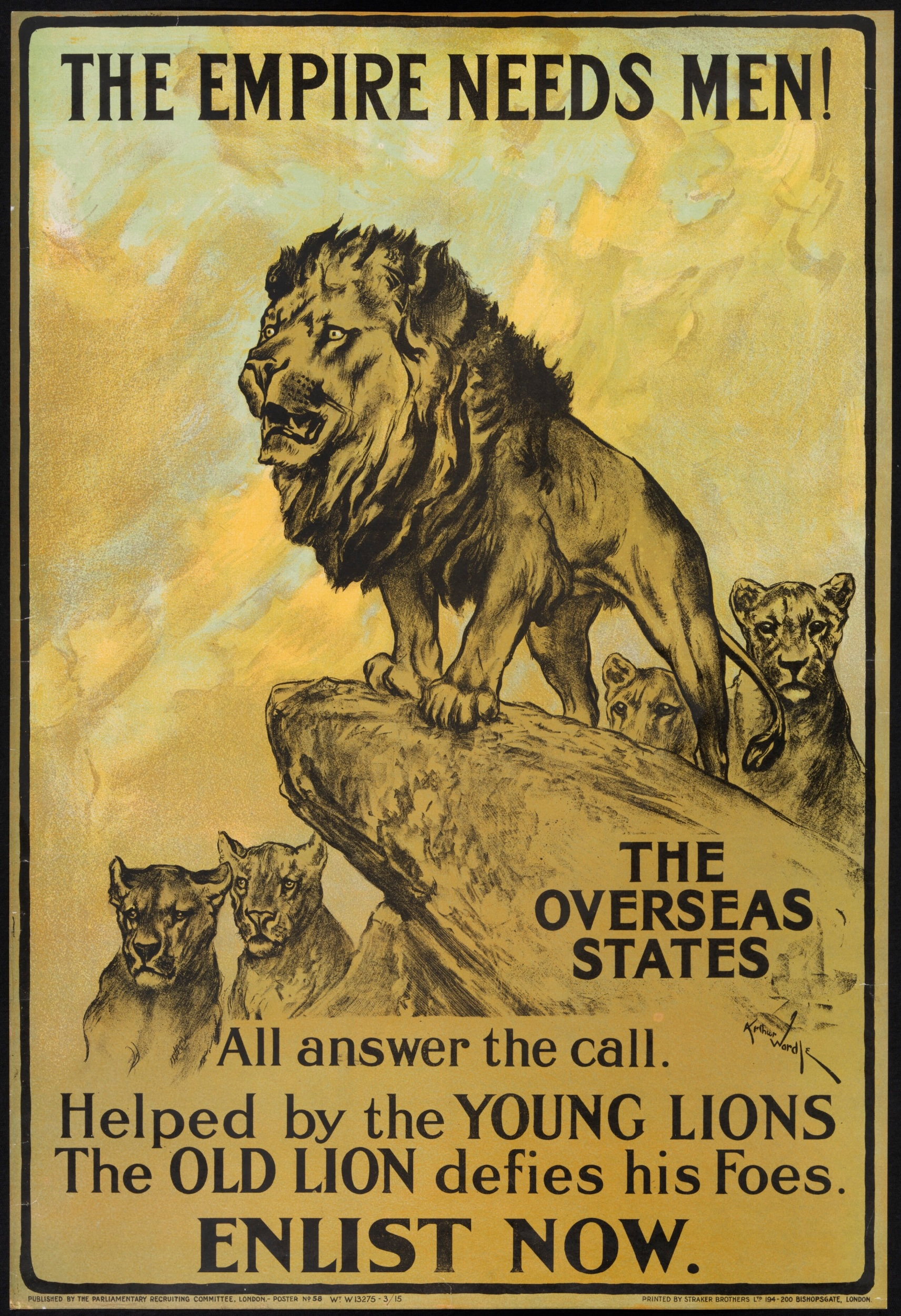
یک پوستر مربوط به دوران جنگ. «امپراتوری به مرد نیاز دارد. استرالیا، کانادا، هند، نیوزیلند، به درخواست پاسخ دهید. با کمک شیرهای جوان (مستعمرات)، شیر پیر (منظور بریتانیاست) دشمنانش را به مبارزه می‌طلبد. همین حالا نام‌نویسی کنید.»

همانگونه که در بریتانیا پیش‌بینی می‌شد، سرانجام جنگ با آلمان با آغاز جنگ‌جهانی اول در سال ۱۹۱۴، روی داد. بریتانیا به سرعت بیشتر مستعمرات آفریقایی آلمان را اشغال کرد و مستعمرات آلمان در اقیانوس آرام نیز توسط نیروهای انگلیسی حاضر در استرالیا و نیوزیلند اشغال گردید. در همان زمان بود که بریتانیا و فرانسه به صورت پنهانی برای تقسیم سرزمین‌های امپراتوری عثمانی، یکی از متحدان آلمان، به توافق رسیدند و عهدنامه سایکس–پیکو را به امضا رساندند. با این حال، بریتانیا جزئیات این عهدنامه را به شریف حسین که درحال برنامه‌ریزی شورش اعراب در برابر عثمانی بود و می‌پنداشت که انگلستان به دنبال تأسیس کشورهای مستقل عربی است، اطلاع نداد.
اعلان جنگ بریتانیا به آلمان همچنین مستعمرات این امپراتوری را تحت تأثیر قرار داد. در مجموع، بیش از ۲٫۵ میلیون نفر از اعضای ارتش بریتانیا را افرادی تشکیل می‌دادند که در مستعمرات زندگی می‌کردند. جنگ جهانی اول تأثیر زیادی بر روی مستعمره‌نشین‌هایی مانند نیوزیلند و استرالیا داشت. سربازانی که در نبرد گالیپولی علیه امپراتوری عثمانی جنگیدند و البته با تلفات بسیار زیاد شکست خوردند، اکثراً اهل این کشورها بودند و همین مسئله در تبدیل آن‌ها از مستعمره به کشورهای مستقل در آینده بسیار تأثیرگذار بود. نبرد ویمی‌ریج همین تأثیر مشابه را بر روی آینده و افکار عمومی کانادا داشت.
پس از پایان جنگ و به امضا رسیدن عهدنامه ورسای در سال ۱۹۱۹، بریتانیا به بزرگ‌ترین گستره خود رسید. این عهدنامه، ۴٫۷ میلیون کیلومتر مربع که در مجموع ۱۳ میلیون نفر جمعیت داشتند را به قلمروی بریتانیا افزود. پس از تشکیل جامعه ملل، قیومت سرزمین‌های امپراتوری‌های آلمان و عثمانی به متفقین واگذار شد که در این بین سرزمین‌هایی مانند عراق، فلسطین و بخش‌هایی از کامرون و چند سرزمین دیگر سهم بریتانیا گردید. همچنین چندین سرزمین مختلف به قیومت مستعمرات بریتانیا نیز درآمدند، مانند اتحادیه آفریقای جنوبی که نامبیا را دریافت کرد.

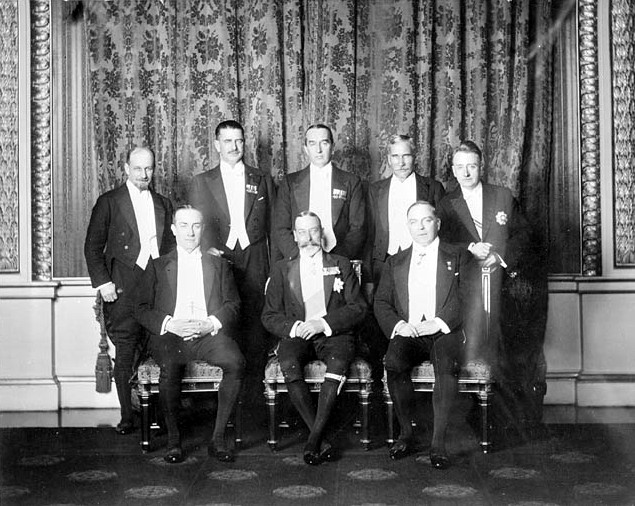
جورج پنجم و نخست وزیران دومینیون‌های بریتانیا

### دوران بین دو جنگ
جنگ جهانی اول نظم دنیا را تغییر داد. مهم‌ترین پیامدهای آن، ظهور ایالات متحده آمریکا و ژاپن به عنوان دو قدرت دریایی و همچنین ظهور جنبش‌های استقلال در سراسر جهان بود که جنبش‌های استقلال در هند و ایرلند بریتانیا را تحت تأثیر خود قرار می‌دادند. انگلستان که مجبور بود یکی از بین آمریکا و ژاپن را برای امضای یک اتحاد جدید انتخاب کند، تصمیم گرفت تا دیگر اتحاد پیشین خود با امپراتوری ژاپن را تمدید نکرده و وارد یک هم‌پیمانی با آمریکا شود. بر اساس پیمان ۱۹۲۲ واشینگتن، بریتانیا توازن قوا در دریاها میان آمریکا و انگلستان را پذیرفت. پس از روی دادن رکود بزرگ و روی کار آمدن دولت‌های نظامی در ژاپن و آلمان، این ترس در بریتانیا افزایش یافت که این کشور نتواند در صورت یک حمله مشترک توسط ژاپن و آلمان امنیت خود و البته امنیت اقتصادی‌اش را تأمین کند.
تأخیر بریتانیا در اعطای خودگردانی به ایرلند، باعث شد تا در سال ۱۹۱۹ حزب چپ‌گرا و جمهوری‌خواه شین فین که اکثریت آرا در انتخابات سال ۱۹۱۸ کسب کرده بود، اقدام به تأسیس یک پارلمان ملی برای ایرلند در دوبلین نماید که این پارلمان استقلال ایرلند را تصویب کرد. این مسئله، منجر به آغاز جنگ میان انگلستان و ایرلند شد. در این جنگ، ارتش جمهوری‌خواه ایرلند به نبرد چریکی و نامنظم در برابر بریتانیا روی آورد و در نهایت این جنگ با یک توافق به پایان رسید. «دولت آزاد ایرلند» به صورت یکی از دومینیون‌های (سرزمین‌های نیمه مستقل تحت کنترل امپراتوری) بریتانیا تأسیس شد و با اینکه تا حدی مستقل بود، اما به صورت رسمی کماکان بخشی از امپراتوری بریتانیا باقی ماند. همچنین بخش‌های باقی مانده ایرلند نیز به عنوان ایرلند شمالی تحت فرمان دولت لندن باقی ماند.
پس از اینکه لایحه سال ۱۹۱۹ پارلمان انگلستان که بر اساس آن تعداد هندی‌ها در دولت راج بریتانیا را افزایش یافت، نتوانست استقلال‌طلبان هند را راضی کند، چالش مشابه‌ای در هند برای بریتانیا به وجود آمد. همچنین این هراس به وجود آمد که کمونیسم و دخالت خارجی مالکیت بریتانیا بر هند را به خطر بیندازد. همین مسائل تنش زیادی در هند، به خصوص در منطقه پنجاب به وجود آورد که یکی از نتایج آن کشتار جلیان‌والا باغ بود. این رویداد در افکار عمومی انگلستان به دو صورت دیده می‌شد: نخست گروهی که آن را اتفاقی می‌دیدند که هند را از هرج و مرج نجات داد و دومی گروهی که آن را محکوم کردند. بیست و پنج سال آینده که هند تحت کنترل بریتانیا بود، نیز به همین ترتیب سپری شد که در نهایت منجر به استقلال هند گردید.
در سال ۱۹۲۲ مصر که از پایان جنگ جهانی اول تحت قیومیت بریتانیا بود، از سوی بریتانیا به یک استقلال نسبی رسید. با این حال تا سال ۱۹۵۴ به صورت رسمی تحت حاکمیت انگلستان بود. همچنین نیروهای نظامی بریتانیا تا سال ۱۹۳۶ در مصر باقی ماندند و پس از آن مصر و انگلیس عهدنامه‌ای را به امضا رساندند که بر اساس آن ارتش بریتانیا به غیر از کانال سوئز، سایر بخش‌های خاک مصر را ترک کند. مصر همچنین به جامعه ملل نیز ملحق شد. عراق نیز که از ۱۹۲۰ تحت قیومیت بریتانیا بود، در سال ۱۹۳۲ به استقلال رسید.

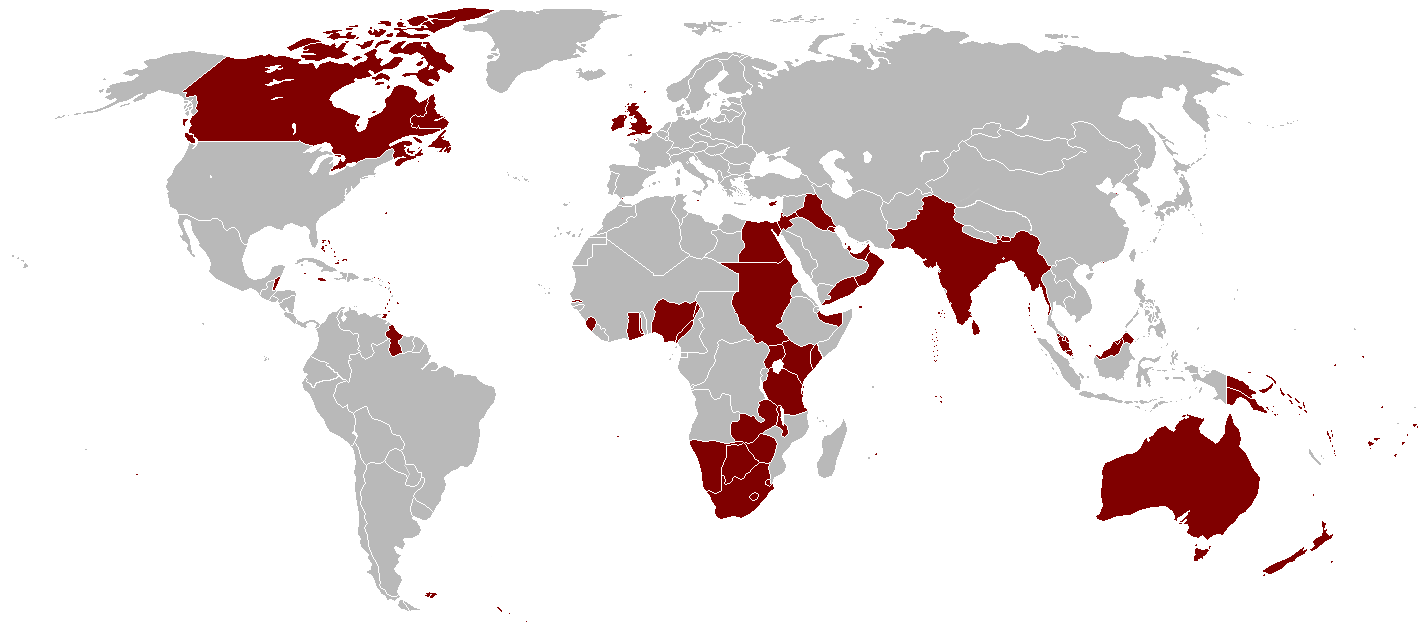
امپراتوری بریتانیا در اوج گستره خود در ۱۹۲۱

با این حال بریتانیا در فلسطین، یکی دیگر از مناطق تحت قیومیتش از زمان سقوط عثمانی، با مسئله افزایش جمعیت یهودی‌ها و تنش میان آنان و مسلمانان روبرو بود. در سال ۱۹۱۷، بیانیه بالفور منتشر شد و بریتانیا رسماً اعلام کرد که نظر مساعدی برای تأسیس یک دولت یهودی در منطقه فلسطین دارد. همچنین دولت بریتانیا به یهودیان اجازه داد تا به صورت معدود به این منطقه مهاجرت کنند. مهاجرت یهودیان به این منطقه باعث نارضایتی مسلمانان شد و آن‌ها رسماً در سال ۱۹۳۶ سر به شورش برآوردند. در مقابل با افزایش احتمال آغاز جنگ میان آلمان و انگلستان، لندن احساس کرد که حمایت جمعیت مسلمان منطقه نسبت به تأسیس یک کشور یهودی برای منافع بریتانیا سودمندتر است و به همین دلیل مهاجرت یهودیان به منطقه بسیار کاهش یافت که البته منجر شورش‌هایی از سوی جمعیت یهودی نیز گردید.
در کنفرانس سال ۱۹۲۳، بریتانیا حق دومینیون‌ها برای اینکه سیاست خارجی خود را اختیار کنند را به رسمیت شناخت. این اتفاق در راستای سر باز زدن کانادا و آفریقای جنوبی از ارسال نیروی نظامی در بحران چاناک روی داد. کنفرانس ۱۹۲۶ که با فشار آفریقای جنوبی و دولت آزاد ایرلند تشکیل شده بود، رسماً اعلام کرد که دومینیون‌ها «جوامع خودگردانی در درون امپراتوری بریتانیا هستند، از جایگاه برابری برخوردارند و هیچ‌یک مطیع دیگری نیستند». این اعلامیه در سال ۱۹۳۱ جنبه قانونی به خود گرفت و پارلمان‌های کانادا، استرالیا، نیوزیلند، اتحادیه آفریقای جنوبی، نیوفاوندلند و دولت آزاد ایرلند به صورت رسمی خود را از قانون گذاری مستقل اعلام کردند و این حق را به دست آوردند که قوانین بریتانیایی را لغو کنند، گرچه هنوز به صورت رسمی بخشی از امپراتوری بریتانیا بودند. با این حال، در جریان رکود بزرگ نیوفاوندلند دوباره خود را در سال ۱۹۳۳ مستعمره بریتانیا اعلام کرد. دولت آزاد ایرلند در سال ۱۹۳۷ قانون اساسی جدیدی را تصویب کرد که عملاً این منطقه را به یک جمهوری تبدیل کرد، هرچند به صورت ظاهری بخشی از امپراتوری بریتانیا باقی ماند.

### جنگ جهانی دوم

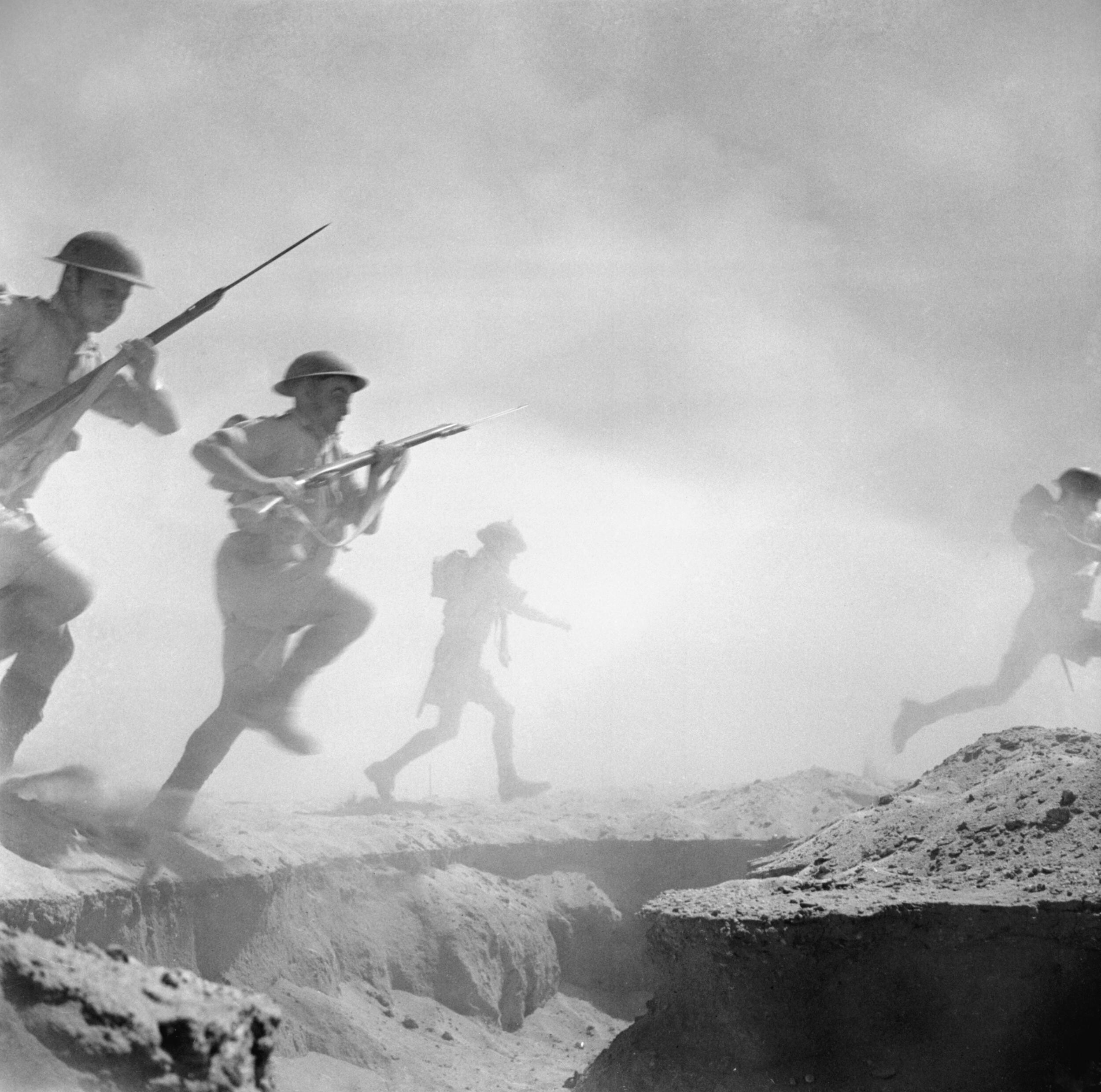
سپاه هشتم در جنگ جهانی دوم از نیروهای سرزمین‌های مستعمراتی تشکیل شده بود.

پس از اینکه بریتانیا به آلمان نازی اعلان جنگ داد، دومینیون‌های استرالیا، کانادا، نیوزیلند، نیوفاوندلند و آفریقا جنوبی نیز به سرعت به آلمان اعلان جنگ دادند. از آنجایی که هند یک دومینیون نبود، با اعلان جنگ بریتانیا به صورت مستقیم وارد جنگ شد. همچنین ایرلند تصمیم گرفت تا پایان جنگ بی‌طرف باقی بماند.
پس از سقوط فرانسه در هفتم آوریل سال ۱۹۴۱، نخست‌وزیر چرچیل با رئیس‌جمهور آمریکا، فرانکلین روزولت وارد مذاکره شد و با موفقیت آمریکا را متقاعد کرد که وارد جنگ شوند. با این حال روزولت هنوز نمی‌توانست به راحتی کنگره را برای ورود به جنگ جهانی قانع کند. در اوت ۱۹۴۱، نخست‌وزیر بریتانیا و رئیس‌جمهور آمریکا با یکدیگر ملاقات کرده و منشور آتلانتیک را به امضا رساندند. این منشور عنوان می‌داشت که «حق همه مردم برای انتخاب نوع حکومت کشورشان باید مورد احترام قرار گیرد».
این جمله بسیار مبهم و دو پهلو بود، زیرا مشخص نیست که منظور سرزمین‌هایی است که توسط ایتالیا و آلمان اشغال شده‌اند، یا منظور کشورهایی است که توسط اروپاییان استعمار گردیده‌اند. برای همین، بعدها توسط آمریکایی‌ها، بریتانیایی‌ها و هرکدام از کشورهای مستعمره یا اشغال شده برداشت متفاوتی از آن شد.
در دسامبر ۱۹۴۱، ژاپن در حمله‌ای برق آسا و پیش‌بینی شده به مالزی بریتانیا و پایگاه‌های نیروی دریایی پرل هاربر و هنگ‌کنگ یورش برد. ورود آمریکا به جنگ، به چرچیل اطمینان داد که بریتانیا و متحدانش برای پیروزی شانس بسیار بیشتری دارند، با این حال شکست‌های ارتش انگلستان در شرق دور باعث ضربه بسیار بزرگی به پرستیژ بریتانیا به عنوان یک امپراتوری زد. باوجود پیروزی نهایی، بزرگ‌ترین ضربه‌ای که ژاپن به نیروهای بریتانیایی وارد ساخت، فتح سنگاپور بود که پیش از این از آن به عنوان دژ غیرقابل تسخیر و جبل‌الطارق شرق نام برده شده بود. این واقعیت که بریتانیا دیگر قادر نبود تمام امپراتوری‌اش را حفظ کند، باعث نزدیکی هرچه بیشتر استرالیا و نیوزیلند که به نظر می‌رسید مورد تهدید نیروهای ژاپنی هستند، به آمریکا شد. حتی چند سال بعد از پایان جنگ، این کشورها با آمریکا یک پیمان دفاعی در رابطه با اتفاقات اقیانوس آرام به امضا رساندند.

## استعمار زدایی و پایان امپراتوری(۱۹۴۵–۱۹۹۷)
گرچه بریتانیا (به همراه متحدانش) از جنگ جهانی دوم پیروز بیرون آمد، اما این جنگ تأثیر بزرگی بر روی آینده این کشور، هم در خاک اصلی و هم در مستعمرات، داشت. بیشتر اروپا، قاره‌ای که برای قرن‌ها قدرت پیشتاز جهان بود، به ویرانه‌ای تبدیل شده بود و باید از ارتش‌های شوروی و آمریکا نیز میزبانی می‌کرد. بریتانیا عملاً ورشکسته شده بود و درحالی که هیچ چاره‌ای برای رفع مشکلات مالی نداشت، مبلغ ۴٫۳۳ میلیارد دلار را از آمریکا وام گرفت که آخرین قسطش را در سال ۲۰۰۶ پس داد. به‌طور همزمان نیز جنبش‌های ضد استعماری در سراسر مستعمراتِ کشورهای اروپایی پا گرفته بود و با رقابت تازه‌ای که میان شوروی و آمریکا (که بعدها جنگ سرد نام گرفت) آغاز شده بود، اوضاع بیش از پیش پیچیده گردید. همچنین هر دو قدرت جدید، یعنی آمریکا و شوروی، با استعمارگریِ کشورهای اروپایی مخالف بودند، با این حال سیاست‌های ضدکمونیستی آمریکا باعث شده بود تا این کشور از امپریالیسم اروپایی برای عقب نگه داشتن کمونیسم حمایت کند. با همه این‌ها، «بادهای تغییر» وزیدن گرفته و نفس‌های امپراتوری بریتانیا به شماره افتاده بود. برخلاف بسیاری از کشورهای اروپایی مانند فرانسه و پرتغال که برای حفظ مستعمراتشان دست به جنگ‌های پرهزینه و در نهایت ناموفق زدند، بریتانیا تصمیم گرفت تا برای جلوگیری از هزینه‌های سرسام‌آور جنگ، به صورت صلح آمیز مسئله مستعمرات را حل کند. در یک بازه زمانی بیست ساله، از سال ۱۹۴۵ تا ۱۹۶۵، مردمِ خارج از خاک اصلی بریتانیا که تحت فرمان لندن بودند، از هفتصد میلیون نفر تنها به پنج میلیون نفر کاهش یافتند که سه میلیون نفر آنان در هنگ‌کنگ زندگی می‌کردند.

### نخستین استقلال‌ها

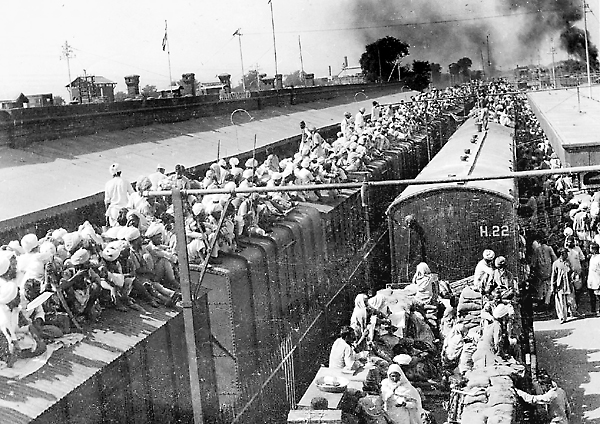
میلیون‌ها نفر در جریان تقسیم هند خانه خود را از دست دادند.

حزب کارگر که طرفدار استعمارزدایی بود، به رهبری کلمنت اتلی در انتخابات ۱۹۴۵ به پیروزی رسید و به سرعت تمرکز خود را معطوف به مهم‌ترین مسئله وقت امپراتوری کرد: جنبش استقلال هند. دو حزب سیاسی مهم هند، یعنی کنگره ملی هند - به رهبری مهاتما گاندی - و اتحادیه مسلمانان - به رهبری محمدعلی جناح - دهه‌ها بود که برای استقلال هند تلاش می‌کردند، با این حال در مورد اینکه پس از استقلال از بریتانیا چه اتفاقی بی‌افتند، به توافق نرسیده بودند. کنگره ملی نظرش بر ایجاد یک هند متحدِ سکولار بود، درحالی که اتحادیه مسلمانان با هراس از اینکه هند جدید تحت کنترل هندوها قرار بگیرد، معتقد بود که مناطقی که اکثریت آنان مسلمان هستند، باید به یک کشور مجزا تبدیل شوند. اتلی پس از اتفاقات سال ۱۹۴۶، به هندی‌ها وعده داد که استقلال این کشور تا قبل از ۳۰ ژوئن ۱۹۴۸ به رسمیت شناخته خواهد شد. اما با توجه به اینکه احتمال می‌رفت یک جنگ داخلی درگیرد، فرماندار وقت هند، لرد مونتاتن، این زمان را به اوت ۱۹۴۷ جلو انداخت. مرزهایی که بریتانیا برای دو کشور جدید هند و پاکستان ترسیم کرده بود، منجر به این شد که میلیون‌ها هندو و مسلمان در آنسوی مرزِ اشتباهی بمانند. همین مسئله میلیون‌ها هندو را مجبور به ترک پاکستان کرد، درحالی که اتفاق مشابه برای مسلمانان هند رخ داد. این اتفاق چندان صلح آمیز انجام نپذیرفت و هزاران نفر در جریان آن جان خود را از دست دادند. برمه و سری لانکا نیز در سال ۱۹۴۸ استقلال خود را به دست آوردند. هند، پاکستان و سری لانکا به اتحادیه کشورهای همسود پیوستند، درحالی که برمه این پیشنهاد را رد کرد.
در فلسطین تحت قیومیت بریتانیا - که در آنجا اکثریت عربِ مسلمان در کنار اقلیت یهودی زندگی می‌کردند - نیز با مشکلی مشابه هند روبرو شده بود. درحالی که تعداد بسیار زیادی از یهودی‌هایی که به تازگی پس از هلوکاست به این منطقه مهاجرت کرده بودند، درخواست تأسیس یک دولت یهودی داشتند، مسلمانان با این مسئله مخالف بودند. پس از بالا گرفتن درگیری‌های مسلحانه بین دو گروه که باعث شده بود تا حضور بریتانیا در منطقه برایش دردسرساز شود، دولت انگلیس رسماً اعلام کرد که در سال ۱۹۴۸ از این منطقه خارج خواهد شد و تصمیم نهایی را به سازمان ملل خواهد سپرد. سازمان ملل نیز رای به تقسیم فلسطین به یک کشور عرب و یک کشور یهودی را داد.
پس از شکست ژاپن در جنگ‌جهانی دوم، نیروهای مالزیایی که علیه حضور ژاپنی‌ها در منطقه دست مبارزه مسلحانه زدند، با ورود مجدد انگلیسی‌ها که قصد داشتند منطقه را به امپراتوری خود بازگردانند، به مبارزه ادامه دادند، این بار در برابر بریتانیا. با توجه به اینکه اکثریت مبارزان علیه حضور بریتانیا در مالزی کمونیست‌های مربوط به اقلیت چینی منطقه بودند، مسلمانان مالزی با این امید که پس از پایان درگیری‌ها بریتانیا به آنان استقلال خواهد داد، از انگلستان حمایت کردند. مسئله اورژانسی مالزی، نامی که به بحران مالزی داده بودند، در سال ۱۹۴۸ آغاز شد و تا ۱۹۶۰ ادامه پیدا کرد. بریتانیا در سال ۱۹۵۷ اوضاع را برای تبدیل کردن مالزی به یک کشور فدرال جدید مناسب دید. مالزی جدید به عضویت اتحادیه کشورهای همسود نیز درآمد. در سال ۱۹۶۳، یازده ایالت جدید، از جمله سنگاپور، به کشور تازه تأسیس مالزی پیوستند. با این حال دو سال بعد، سنگاپور از این کشور جدا شد. برونی که از سال ۱۸۸۸ تحت کنترل بریتانیا بود و از ابتدا درخواست پیوستن به مالزی را رد کرده بود، در سال ۱۹۸۴ مستقل شد.

### بحران سوئز و پس از آن
در سال ۱۹۵۱، حزب محافظه‌کار بریتانیا بار دیگر با انتخاب چرچیل به عنوان نخست‌وزیر، به قدرت بازگشت. چرچیل و اعضای حزب معتقد بودند که بریتانیا نمی‌تواند جایگاه خود به عنوان یک قدرت جهانی را بدون حفظ مستعمرات نگاه دارد و برای حفظ مستعمرات، کانال سوئز یک شاهراه حیاتی بود و با از دست دادن هند، کماکان جایگاه بریتانیا را در خاورمیانه حفظ می‌کرد. با این حال، چرچیل نمی‌توانست از دولت انقلابی جمال عبدالناصر که در سال ۱۹۵۱ قدرت را در مصر به دست گرفت، چشم پوشی کند و یک سال بعد، مقرر شد تا نیروهای انگلیسی کانال سوئز را ترک کنند. همچنین سودان نیز در سال ۱۹۵۵ به یک منطقه خودمختار تبدیل شد و یک سال بعد یک کشور کاملاً مستقل بدل گردید.

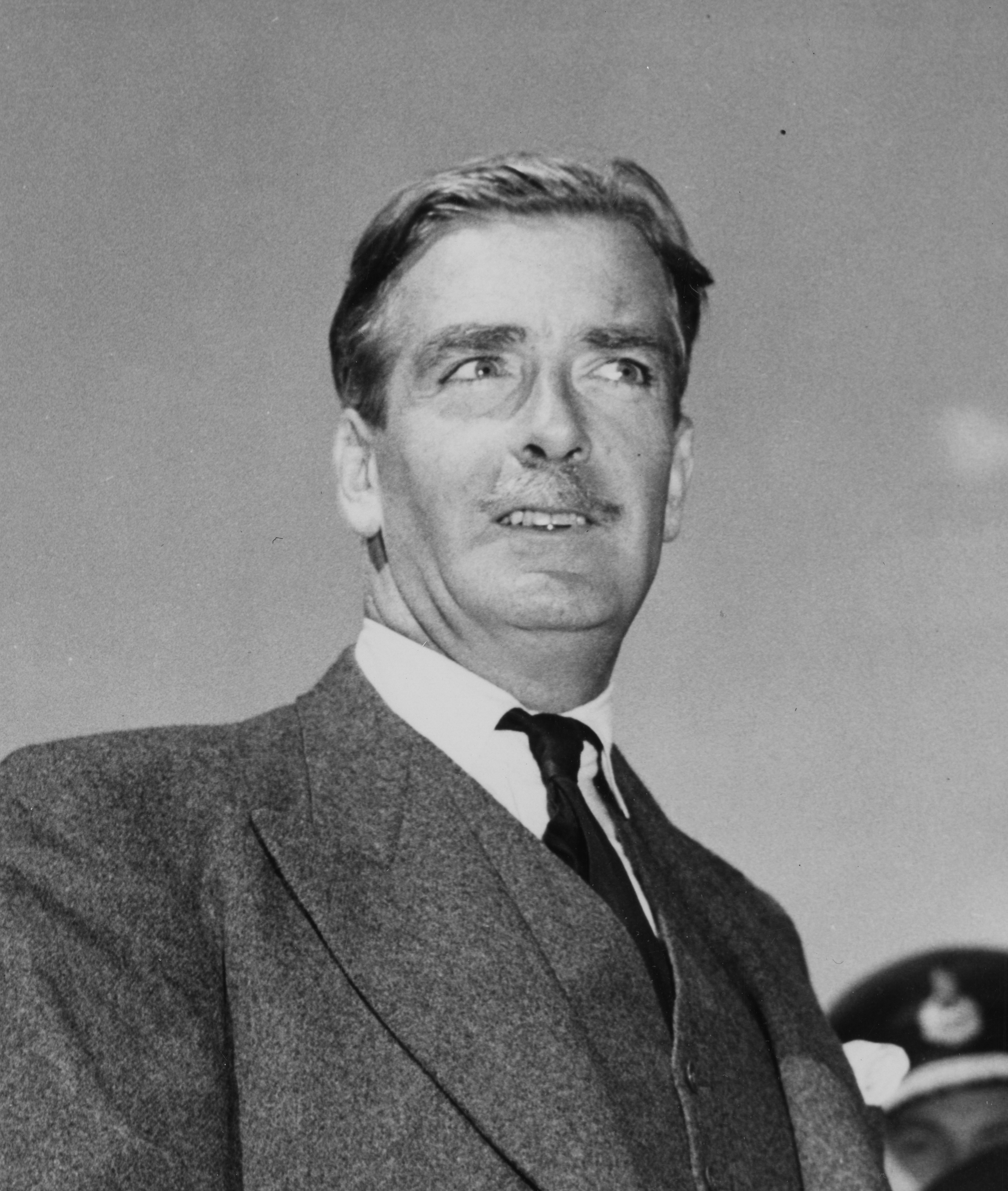
حمله به مصر به زندگی سیاسی ایدن پایان داد.

در سال ۱۹۵۶، عبدالناصر به صورت یک‌طرفه بدون موافقت بریتانیا، کانال سوئز را ملی اعلام کرد. پاسخ آنتونی ایدن که به عنوان نخست‌وزیر جانشین چرچیل شده بود، این بود که با مشورت با فرانسه تلاش کرد تا سبب شود تا اسرائیل به مصر حمله کند و انگلیس و فرانسه نیز این مسئله را به بهانه‌ای برای حمله به مصر تبدیل کنند تا بدین طریق کانال را پس بگیرند. از آنجایی که ایدن با آیزنهاور، رئیس‌جمهور آمریکا، در این رابطه مشورت نکرده بود، آمریکا از پشتیبانی کردن از بریتانیا در حمله به مصر سر باز زد. البته رئیس‌جمهور ایالات متحده همچنین این نگرانی را داشت که ورود آمریکا به این جنگ باعث کشانده شدن پای شوروی به کارزار و حمایت آنان از مصری‌ها شده و مسبب یک جنگ بزرگ میان دو کشور گردد. برای مانع انداختن بر سر حمله بریتانیا به مصر، آیزنهاور تهدید کرد که در صورت عملی شدن این نقشه، آمریکا همه ذخیره پوند خود را خواهد فروخت که در صورت روی دادن آن، واحد پول انگلیس با افت شدیدی مواجه می‌شد. با این همه، بریتانیا به مصر حمله کرد اما با مداخله سازمان ملل و فشار آمریکا، بریتانیا به طرز تحقیرآمیزی مجبور به ترک مصر شد و پس از آن نیز ایدن از سمت خود استعفا داد.
بحران سوئز عملاً پرده از زوال بریتانیا برداشت و این مسئله که انگلستان دیگر نمی‌تواند نقش یک ابرقدرت را بازی کند را نمایان ساخت. مشخص شد که بریتانیا دیگر قادر نیست که بدون حمایت و تأیید آمریکا دست به اقدامی در صحنه سیاست جهانی بزند. اتفاقات بحران سوئز به شدت غرور ملی بریتانیا را لکه دار کرد و حتی نقل شده که یکی از نمایندگان پارلمان آن را «واترلوی بریتانیا» (اشاره به شکست ناپلئون در نبرد واترلو) توصیف کرده و دیگری عنوان داشته که بریتانیا به کشور تابع آمریکا تبدیل شده است. مارگارت تاچر بعدها در رابطه با مسئله سوئز عنوان داشته که «ما از این باور که بریتانیا می‌تواند هر کاری کند، به این باور رسیدیم که بریتانیا نمی‌تواند هیچ‌کاری کند».
با اینکه بحران سوئز باعث شد تا قدرت بریتانیا در خاورمیانه رو به زوال برود، این اتفاق مسبب آن نشد که انگلستان از خاورمیانه بیرون شود. نیروهای بریتانیایی، البته با تأیید آمریکا، در ۱۹۵۷، ۱۹۵۸ و ۱۹۶۱ به ترتیب در اتفاقات عمان، اردن و کویت دخالت کرده بودند. حضور نظامی انگلیسی‌ها در خاورمیانه تا یک دهه بعد ادامه داشت، تا اینکه با سقوط ارزش پوند در ۱۹۶۸، نخست‌وزیر بریتانیا اعلام کرد که نیروهای بریتانیایی تا سال ۱۹۷۱ از پایگاه‌های نظامی شرق سوئز خارج خواهند شد. درحالی که پیش از این برنامه‌ریزی شده بود که تا سال ۱۹۷۵ در پایگاه‌های خود بمانند. بریتانیا به ترتیب در سال‌های ۱۹۶۷، ۱۹۷۱ و ۱۹۷۶ از عدن، بحرین و مالدیو خارج شد.

### بادهای تغییر
نخست‌وزیر بریتانیا، هارولد مک‌میلان در یک سخنرانی تاریخی در برابر پارلمان آفریقای جنوبی در سال ۱۹۶۰، از «بادهای تغییری که در این قاره می‌وزند» سخن گفت. او از این گفت که به دنبال این است تا از جنگ مشابهی که میان الجزایر و فرانسه رخ داد، جلوگیری کند. سه مستعمره بریتانیا، مالزی، گلدکوست و سودان، در دهه پنجاه مستقل شده بودند و این عدد در دهه شصت ده برابر شد.
به غیر از رودزیای جنوبی که یک منطقه خودگردان بود، تا سال ۱۹۶۸ همه مستعمرات آفریقایی بریتانیا استقلال خود را به دست آوردند اما خروج نیروهای بریتانیایی از جنوب و شرق آفریقا چندان صلح آمیز نبود؛ مانند استقلال کنیا که پس از یک شورش هشت ساله به دست آمد. در سال ۱۹۶۵، بیانیه استقلال یک‌طرفه رودزیا که از سوی اقلیت سفیدپوست این کشور صادر شده بود، از سوی سازمان ملل، کشورهای همسود و خود بریتانیا به رسمیت شناخته نشد و باعث جنگ داخلی رودزیا گردید. در نهایت، این جنگ پانزده سال طول کشید تا اینکه در سال ۱۹۸۰، کشور جدید زیمبابوه تشکیل شد.

امپراتوری بریتانیا در سال ۱۹۵۹

در مدیترانه، استقلال قبرس نیز با یک جنگ پارتیزانی در سال ۱۹۶۰ حاصل شد و همچنین دولت جدید قبرس پذیرفت که دو پایگاه نظامی بریتانیا کماکان در این کشور حاضر باشند. استقلال مالت نیز در سال ۱۹۶۴ به رسمیت شناخته شده بود، آن هم درحالی که کشمکش بر سر استقلال این جزیره از سال ۱۹۵۵ آغاز شده بود.
بریتانیا در سال ۱۹۵۸ فدراسیون هند غربی را در کارائیب ایجاد کرد تا بدین طریق مستعمرات خود در این منطقه را زیر یک پرچم حفظ کند، با این حال با خروج جامایکا و ترینیداد از این فدراسیون، به ترتیب در سال‌های ۱۹۶۱ و ۱۹۶۲، این تلاش عملاً ناکام باقی ماند. باربادوس نیزدر سال ۱۹۶۶ مستقل شد، درحالی که استقلال سایر قلمروهای بریتانیا در کارائیب تا دهه هشتاد به طول انجامید. آنگویلا و جزایر تورکس و کایکوس نیز پس از استقلال، دوباره به خواست خودشان، به مستعمره بریتانیا تبدیل شدند. جزایر ویرجین بریتانیا، جزایر کینان و مونتسرات نیز برگزیدند تا کماکان بخشی از قلمروهای انگلستان باقی بمانند؛ درحالی که گویان در سال ۱۹۶۶ مستقل شده بود. آخرین مستعمره بریتانیا در خاک قاره آمریکا، یعنی هندوراس بریتانیا، در سال ۱۹۶۴ به یک منطقه خودگردان تبدیل شد و سپس در ۱۹۷۳ به بلیز تغییر نام داد. این منطقه در ۱۹۸۱ مستقل شد. البته دولت گواتمالا مدعی بلیز است.
قلمروهای بریتانیا در اقیانوس آرام نیز در دهه هفتاد مستقل شدند. نخستین منطقه فیجی بود که در سال ۱۹۷۰ به استقلال رسید و آخرین آن‌ها وانواتو بود که استقلالش تا سال ۱۹۸۰ طول کشیده بود. دلیل این اتفاق مشکلات داخلی میان جمعیت انگلیسی زبان و جمعیت فرانسوی زبان بود. فیجی، تووالو، جزایر سلیمان و پاپوا گینه نو نیز به عضویت قلمروهای همسود درآمدند.

### پایان امپراتوری

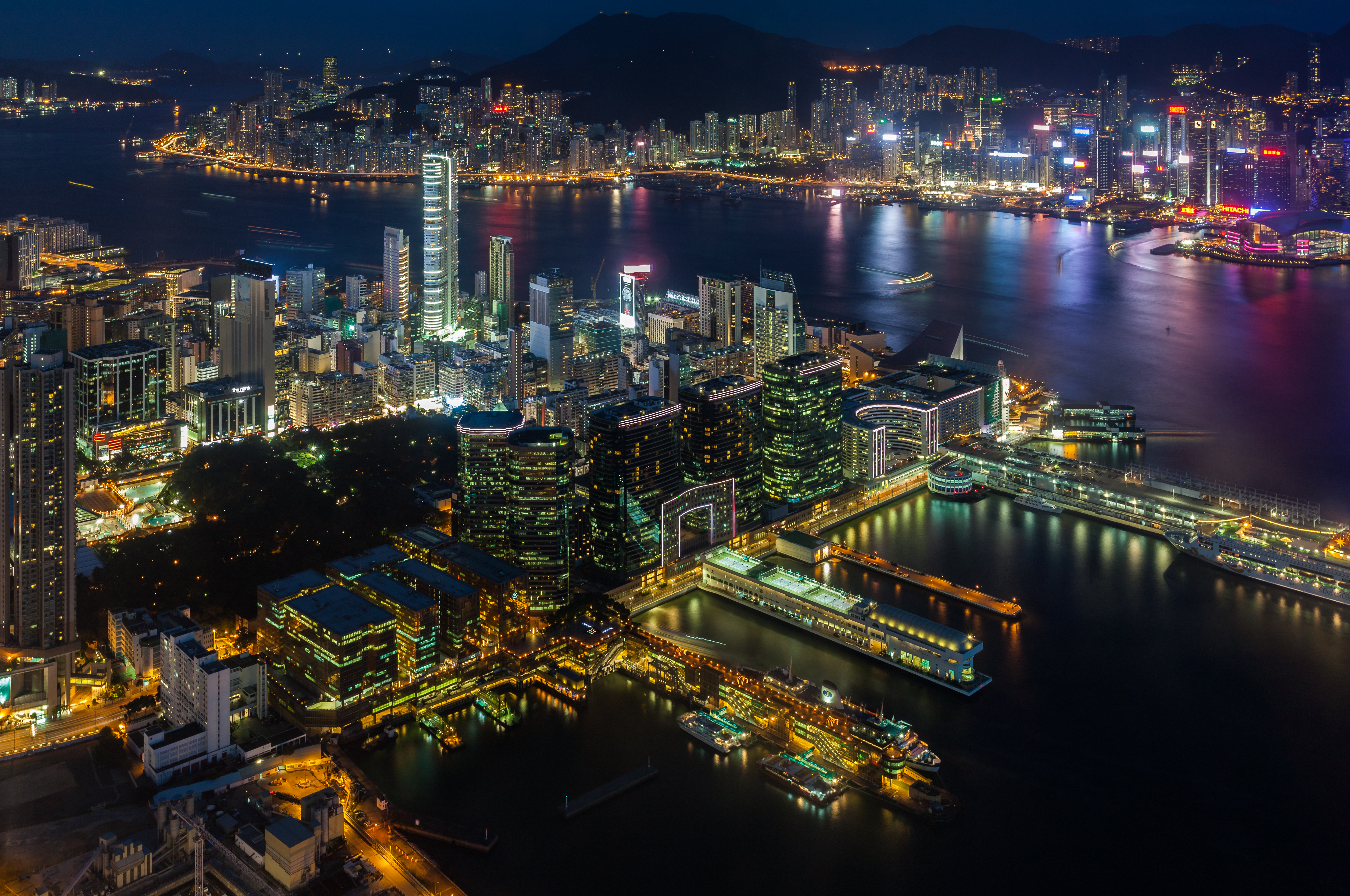
هنگ کنگ امروزه یکی از ثروتمندترین شهرهای جهان است.

در سال ۱۹۸۰، رودزیای جنوبی، آخرین مستعمره آفریقایی بریتانیا استقلال خود را به دست آورد و به عنوان کشور زیمبابوه پا به عرصه وجود نهاد. منطقه نیوهبریدس اقیانوس آرام نیز در همان سال به عنوان کشور وانواتو مستقل شد. در سال ۱۹۸۱ هم بلیز از بریتانیا جدا شد. طرح سال ۱۹۸۱ پارلمان بریتانیا سرزمین‌های باقی مانده تحت فرمان بریتانیا را با نام «قلمروهای وابسته به بریتانیا» (که در سال ۲۰۰۲ به «سرزمین‌های فرادریایی بریتانیا» تغییر نام داد) دسته‌بندی کرد و اعلام داشت که پروسه استعمارزدایی که پس از جنگ‌جهانی دوم آغاز شده بود، تا حد زیادی به پایان رسیده است. در سال ۱۹۸۲، بریتانیا تصمیم گرفت تا برای دور نگاه داشتن آرژانتین از جزایر فالکلند که از زمان امپراتوری اسپانیا بر سر آن‌ها اختلافاتی وجود داشت، دست به اقدام نظامی بزند و در نهایت نیز آرژانتین را در جبهه نبرد با موفقیت شکست داد. به دید برخی، این اقدام نظامی بریتانیا در راستای آن بود که دولت این کشور در نظر داشت تا از افول بیشتر جایگاه جهانی خود جلوگیری کرده و مانع فراموش شدن انگلستان به عنوان یکی از بازیگران اصلی سیاست‌های جهانی شود. در همان سال، پارلمان کانادا آخرین ارتباط خود با پارلمان بریتانیا را قطع کرد و پس از آن، کانادا دیگر نیازی به دخالت پارلمان بریتانیا برای تغییر قانون اساسی خود نداشت. پروسه مشابه‌ای در استرالیا و نیوزیلند نیز در سال‌های ۱۹۸۶ و ۱۹۸۷ روی داد و مجالس این دو کشور نیز ارتباط خود با پارلمان بریتانیا را قطع کردند. در سال ۱۹۸۴، برونی، آخرین مستعمره آسیایی بریتانیا نیز مستقل شد.

کشورهای استقلال یافته از امپراتوری بریتانیا

در سال ۱۹۸۲، نخست‌وزیر مارگارت تاچر به پکن سفر کرد تا با دولت چین در رابطه با آینده آخرین قلمروی مهم و پرجمعیت فرادریایی بریتانیا مذاکره کند. هنگ‌کنگ از زمان عهدنامه نانکینگ در سال ۱۸۴۲، به یکی از مستعمرات بریتانیا تبدیل شده بود و این مسئله در سال ۱۸۹۸ نیز با امضای یک عهدنامه ۹۹ ساله تمدید شده بود، بدین معنی که مالکیت انگلستان بر هنگ‌کنگ تا سال ۱۹۹۷ اعتبار داشت. تاچر که مسئله هنگ‌کنگ را مشابه جدال بر سر مالکیت جزایر فالکلند می‌دید، در ابتدا از چین درخواست کرد که اداره هنگ‌کنگ کماکان تحت کنترلِ اداری بریتانیا باقی بماند، اما مالکیت آن به جمهوری خلق چین داده شود، اما این مسئله توسط چینی‌ها رد شد. در سال ۱۹۸۴ سرانجام دو کشور بر سر این منطقه به توافق رسیدند و هنگ‌کنگ به یک منطقه ویژه اداریِ چین تبدیل شود و الته چینی‌ها نوع حکومت فعلی آن را تا پنجاه سال آینده تغییر ندهند. در سال ۱۹۹۷، مراسم بازپس دادن هنگ‌کنگ به چین با حضور چارلز، شاهزاده ولز برگزار شد و در دید بسیاری، از جمله خود پرنس چارلز، این اتفاق «پایان امپراتوری» بود.

## میراث

سرزمین‌های فعلی تحت فرمان بریتانیا

بریتانیا پس از پایان امپراتوری نیز حاکمیت چهارده منطقه خارج از جزیره را برای خود محفوظ داشت. در سال ۱۹۸۳، پارلمان بریتانیا رسماً نام «مستعمره‌های تاج و تخت» را به «مناطق تحت حاکمیت بریتانیا» تغییر داد. مدتی بعد، در سال ۲۰۰۲، این نام باز هم تغییر کرد و نام «سرزمین‌های فرادریایی بریتانیا» به خود گرفت. از این چهارده منطقه، سه تای آن‌ها خالی از سکنه هستند و یازده منطقه باقی مانده توسط یک دولت محلی اداره می‌شوند، با این حال از سیاست‌های کلی دولت بریتانیا پیروی می‌کنند.
بر سر مالکیت چندین منطقه از سرزمین‌های فرادریایی بریتانیا اختلاف است. اسپانیا خود را مالک جبل‌الطارق می‌داند، آرژانتین مدعی جزایر فالکلند و جورجیای جنوبی و جزایر ساندویچ جنوبی است و بر سر مالکیت «قلمرو اقیانوس هند بریتانیا» با موریس و سیشل اختلاف وجود دارد. همچنین بسیاری از کشورها قلمرو بریتانیایی جنوبگان را به رسمیت نمی‌شناسند و معتقد هستند که هیچ کشوری حق مالکیت بر قطب جنوب ندارد.

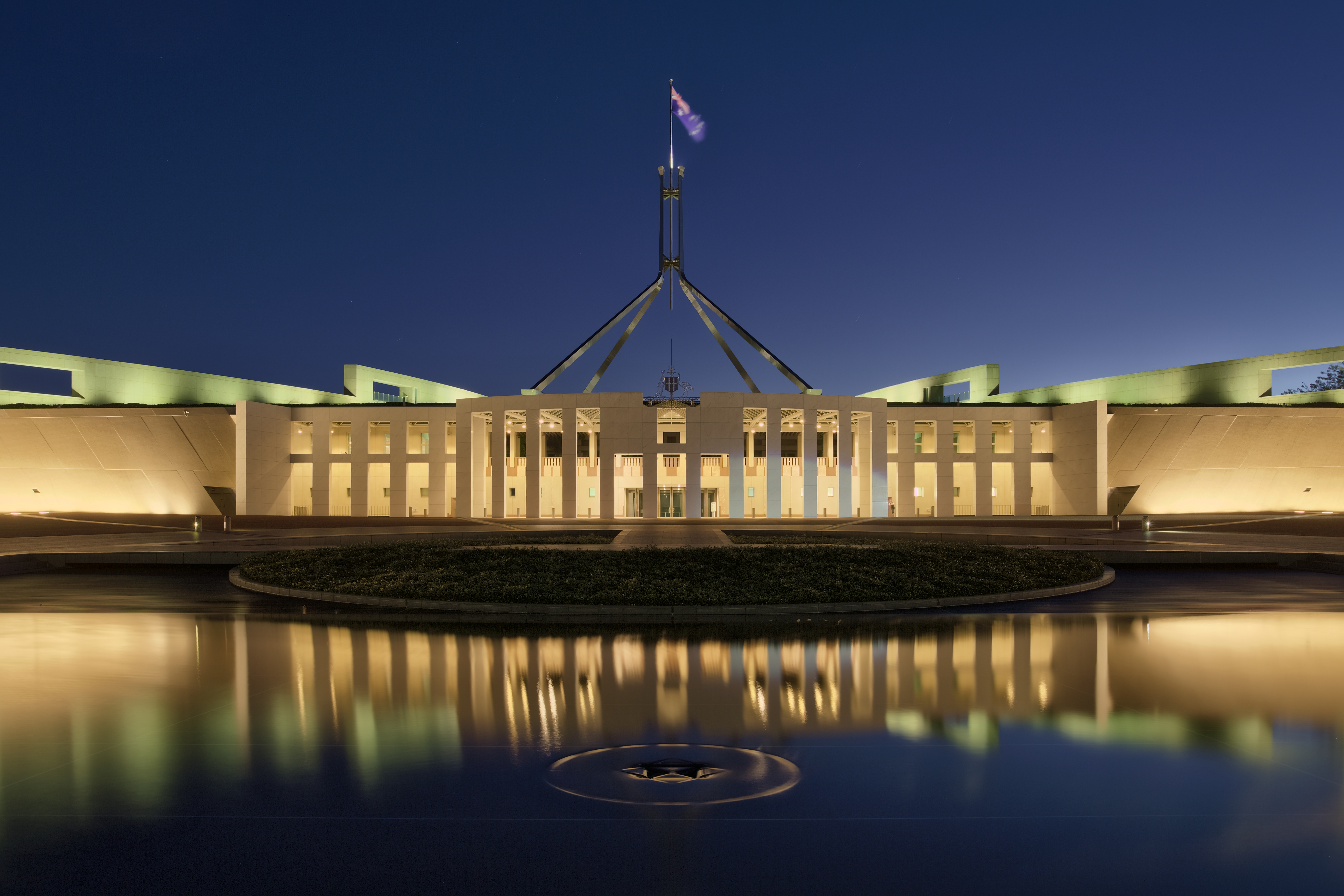
پارلمان استرالیا. نخستین پارلمان استرالیا زمانی که این کشور تحت کنترل بریتانیا بود، تشکیل شد.

۵۲ کشور مستقل که پیش از این مستعمره امپراتوری بریتانیا بودند پس از استقلال خود، داوطلبانه به عضویت سازمان کشورهای هم‌سود درآمدند که مجموع جمعیت این کشورها ۲٫۲ میلیارد نفر است. چارلز سوم، پادشاه انگلیس، به‌طور رسمی و مشروطه، پادشاه شانزده کشور مستقل است که از جمله آن‌ها می‌توان به کانادا، نیوزیلند، استرالیا و خود پادشاهی متحد اشاره کرد.
چند دهه و بعضاً چند قرن حکومت بریتانیا بر کشورهای مختلف همچنین منجر به رواج زبان انگلیسی شد. امروزه ۴۶۰ میلیون نفر این زبان را به عنوان زبان مادری خود صحبت می‌کنند و در مجموع تعداد کسانی که می‌توانند بدین زبان صحبت کنند، فراتر از یک و نیم میلیارد نفر است. گرچه رواج زبان انگلیسی در سده بیستم به کمک ایالات متحده آمریکا رخ داد.

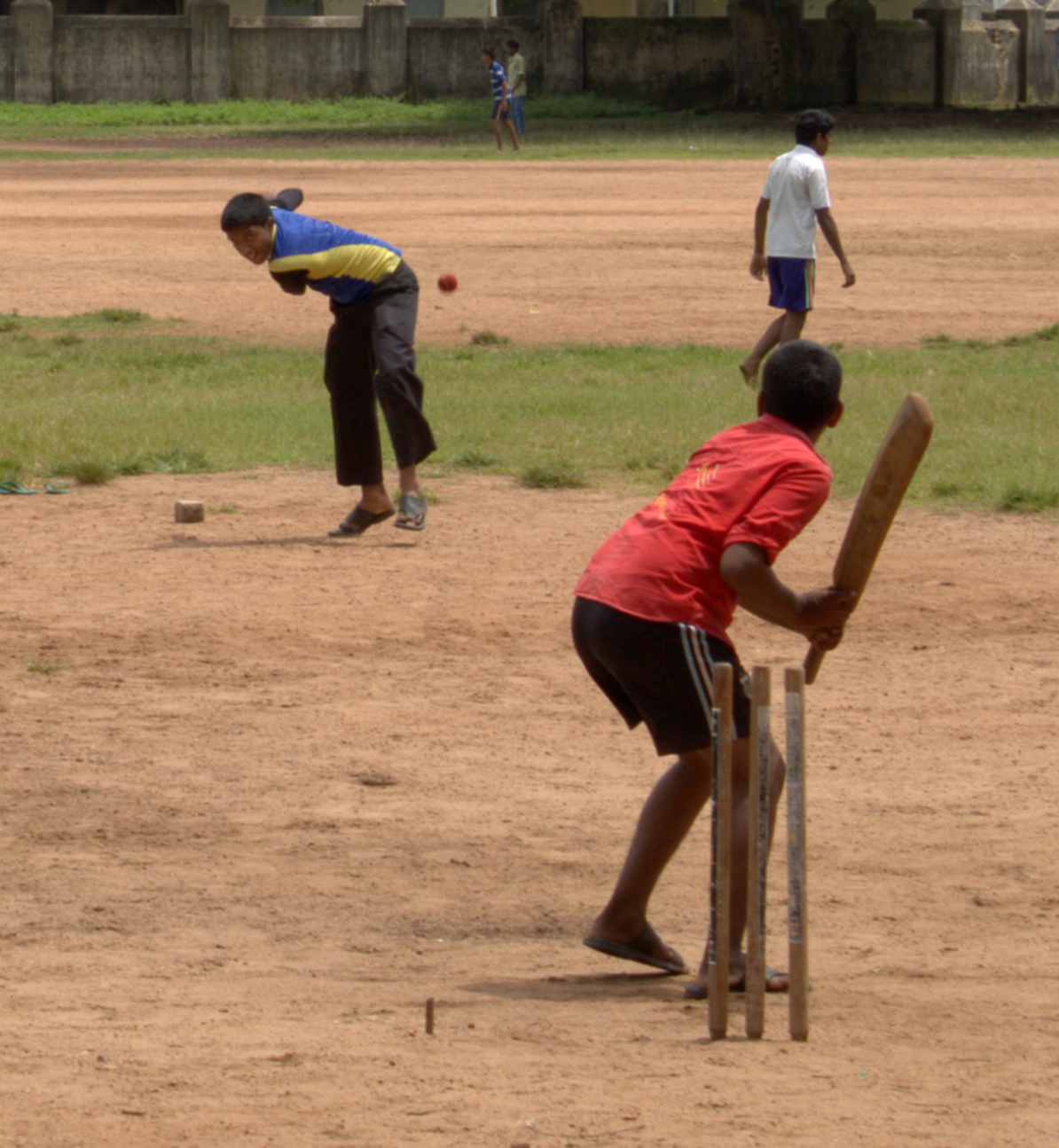
کریکت در هند. این ورزش در جنوب آسیا بسیار محبوب است.

سیستم قضایی بسیاری از مستعمرات بریتانیا هنوز بر پایه سیستم قضایی امپراتوری است که در این کشورها به یادگار مانده است. میسیونرهای بریتانیایی که در سرتاسر جهان سفر کردند، منجر به رواج پروتستانتیسم و به ویژه شاخه انگلیکان شدند. معماری مستعمراتی بریتانیا مانند شیوه ساخت کلیسا، راه‌آهن و ساختمان‌های دولتی هنوز در برخی از مستعمرات پیشین دست نخورده باقی مانده است.
بسیاری از ورزش‌های انگلیسی مانند گلف، فوتبال، کریکت، راگبی، نتبال، هاکی و تنیس شهرت جهانی پیدا کردند. واحدهای اندازه‌گیری بریتانیایی و جهت رانندگی بریتانیایی (فرمان در سمت راست) هنوز در بسیاری از مستعمرات پیشین این کشور به یادگار مانده‌اند.
مرزهای امپراتوری بریتانیا در اکثر مواقع باعث ایجاد مشکلات داخلی در برخی از کشورها می‌شدند و هنوز هم می‌شوند، به عنوان مثال بسیاری مرز کشی‌های بریتانیا را یکی از عوامل مشکلات فعلی خاورمیانه می‌دانند. امپراتوری بریتانیا همچنین به صورت غیرمستقیم و بعضاً به صورت سازماندهی شده باعث مهاجرت‌های گسترده در سطح جهان شد. میلیون‌ها نفر خاک اصلی بریتانیا را ترک کرده و به کشورهایی مانند آمریکا، کانادا و استرالیا مهاجرت کردند. این مهاجرت‌ها باعث ایجاد مشکلات زیادی برای مردم بومی آن مناطق شد و در برخی موارد منجر به وقوع نسل‌کشی گردید.
همچنین مهاجرت‌های گسترده در میان مستعمرات بریتانیا نیز رخ داد. تعداد زیادی از مردمان هندی‌تبار به مناطقی مانند مالزی و فیجی نقل مکان کردند و مهاجرت‌هایی از مناطقی از چین که تحت اشغال بریتانیا بودند، به مالزی و سنگاپور روی آوردند. همچنین پس از پایان جنگ جهانی دوم، بافت جهانی خود سرزمین اصلی انگلستان نیز به دلیل مهاجرت‌ها از مستعمرات سابق به این کشور، تغییر کرد.